# Bezirk Eimsbüttel

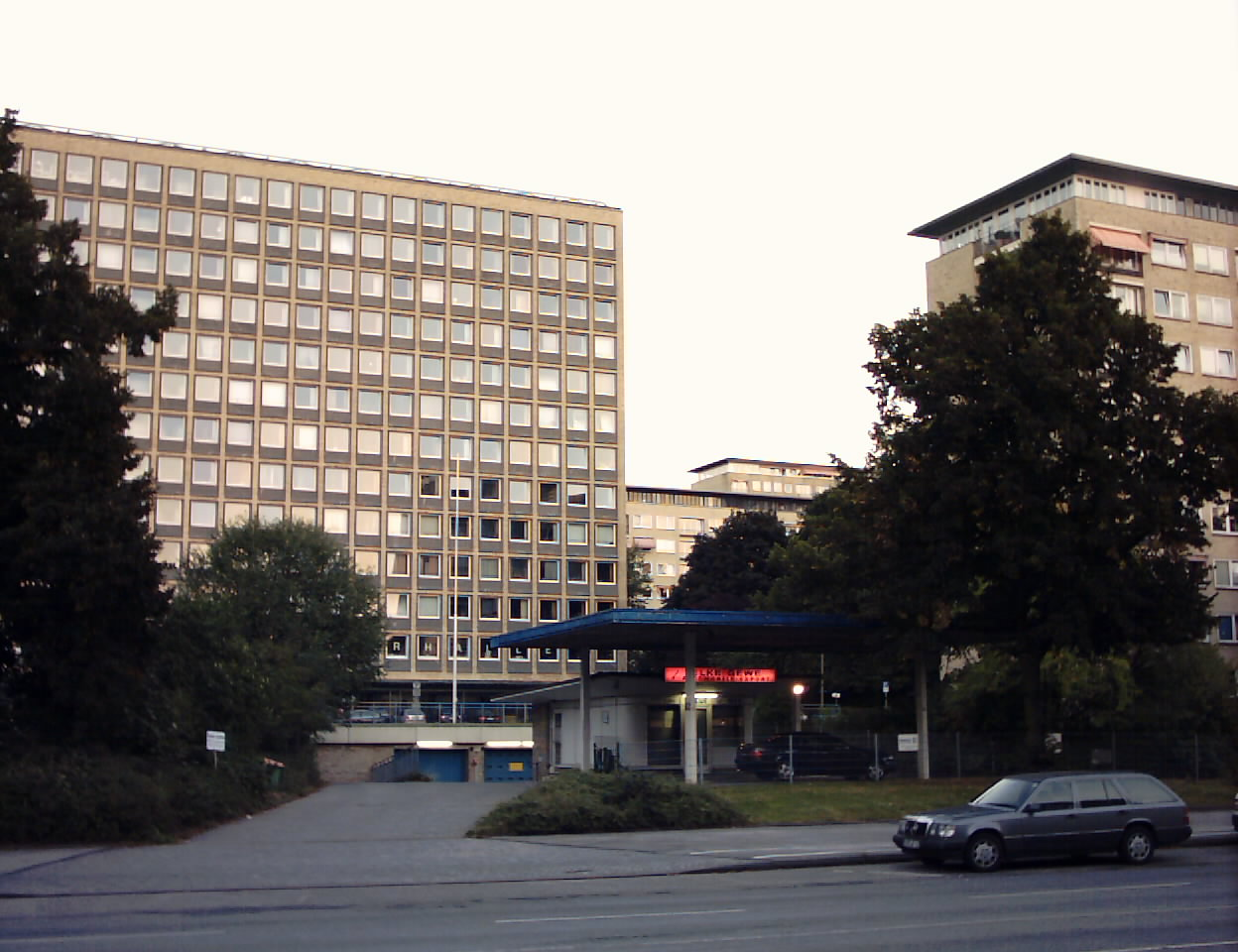
Eines der Grindelhochhäuser mit dem Bezirksamt Eimsbüttel, in dem immer noch Paternoster in Betrieb sind

Der Bezirk Eimsbüttel (niederdeutsch Eimsbüddel) ist einer von sieben Bezirken der Freien und Hansestadt Hamburg. Er beherbergt die Universität Hamburg, das Universitätsviertel im Stadtteil Rotherbaum. Eimsbüttel gilt als bedeutender Standort der deutschen Medien- und Kreativwirtschaft. Im Stadtteil Rotherbaum liegt das ehemalige und heutige jüdische Viertel Hamburgs am Grindel östlich der Grindelallee. Der gleichnamige Stadtteil Eimsbüttel ist Teil des Bezirks.

## Allgemein
Der Bezirk Eimsbüttel hat rund eine Viertelmillion Einwohner und ist in 9 Stadtteile gegliedert: Eimsbüttel, Rotherbaum, Harvestehude, Hoheluft-West, Lokstedt, Niendorf, Schnelsen, Eidelstedt und Stellingen.
Der Südosten des Bezirks ist dicht bebaut mit mehrstöckigen Altbauten in baumbestandenen Straßen. In den alsternahen Gebieten der Stadtteile Rotherbaum und Harvestehude befinden sich großbürgerliche Villenviertel. Die Stadtteile Hoheluft-West und Eimsbüttel sind innenstadtnahe Gründerzeitviertel; ihre Bevölkerungsdichte ist die höchste in Hamburg. Im Nordwesten schließen sich die Stadtteile Stellingen und Lokstedt mit lockerer Vorstadtbebauung an, die in die weiten, von Grünflächen unterbrochenen Einfamilienhausgebiete von Eidelstedt, Schnelsen und Niendorf übergeht.
Um einer starken Aufwertung des Wohnungsangebotes und der damit einhergehenden Verdrängung der angestammten Anwohner (Gentrifizierung) entgegenzuwirken, gilt seit 2014 für einen Teil des Stadtteils Eimsbüttel südlich der Fruchtallee und Schäferkampsallee eine Erhaltungssatzung nach § 172 BauGB (Soziale Erhaltungsverordnung Eimsbüttel-Süd). Von 1995 bis 2003 hatte bereits eine Soziale Erhaltungsverordnung für Eimsbüttel-Nord/Hoheluft-West gegolten.

### Geografische Lage
Der Bezirk wird im Osten durch die Alster, im Süden und Südwesten durch den Straßenzug An der Verbindungsbahn – Schröderstiftstraße – Kleiner Schäferkamp – Altonaer Straße und weiter durch die Hamburg-Altonaer Verbindungsbahn und den weiteren Streckenverlauf der Bahnstrecken Richtung Norden begrenzt. Im Nordosten grenzt das Gelände des Flughafens Hamburg Airport an den Stadtteil Niendorf. Im Nordwesten ist die Landesgrenze zu Schleswig-Holstein gleichzeitig die Grenze des Bezirks.

### Geschichte
Am 21. September 1949 beschloss die Hamburgische Bürgerschaft das Gesetz über die Bezirksverwaltung in der Freien und Hansestadt Hamburg, das am 11. Mai 1951 in Kraft trat. Der Bezirk Eimsbüttel wurde zusammen mit den anderen sechs Hamburger Bezirken eingerichtet und nach dem Stadtteil Eimsbüttel benannt. Teile des Bezirks gehörten früher zu Schleswig-Holsteiner Landgemeinden und zur ehemals selbstständigen Stadt Altona. Dadurch gibt es im Gegensatz zu den früheren preußischen Großstädten Altona, Wandsbek und Harburg keine einheitliche Vorgeschichte des Bezirks. Die unterschiedlichen geschichtlichen Wurzeln sind vielmehr bei den den Bezirk bildenden Stadtteilen zu suchen.
Der namensgebende Stadtteil Hamburg-Eimsbüttel wurde zwar schon 1275 erstmals erwähnt, aber erst im Jahre 1894 zusammen mit weiteren Vororten nach Hamburg eingemeindet. Andere Stadtteile kamen im Rahmen des Groß-Hamburg-Gesetzes von 1937 zu Hamburg. Die Stadtteile Stellingen und Eidelstedt (ehemaliger Ortsamtsbereich Stellingen) waren zuvor Vororte von Altona/Elbe. Lokstedt, Niendorf und Schnelsen (ehemaliger Ortsamtsbereich Lokstedt) bildeten seit 1927 die vergrößerte Gemeinde Lokstedt im Kreis Pinneberg.

## Politik

### Bezirksversammlung
| Wahl zur Bezirksversammlung Eimsbüttel 2024Wahlbeteiligung: 68,6 % 3020100 29,623,419,59,16,26,15,30,9n. k. GrüneSPDCDULinkeAfDFDPVoltFWPiratenGewinne und Verlusteim Vergleich zu 2019 %p 6 4 2 0 −2 −4 −6 −8−7,6+0,3+3,2−1,3+1,3−0,4+5,3+0,9−1,6GrüneSPDCDULinkeAfDFDPVoltFWPiraten |

Vorsitzender der Bezirksversammlung Eimsbüttel ist Falk Schmidt-Tobler (Grüne).
Von 2010 bis 2016 war der Sozialdemokrat Torsten Sevecke Bezirksamtsleiter. Er wurde am 25. Februar 2010 mit 47 von 50 Stimmen als Kandidat des rot-grünen Bündnisses in Eimsbüttel gewählt. Im Dezember 2015 wurde er von der Eimsbütteler Bezirksversammlung für weitere sechs Jahre im Amt bestätigt. Im Juni 2016 gab Sevecke seinen Rücktritt als Bezirksamtsleiter zum Oktober 2016 bekannt. Er wechselte in die Senatsdirektion für die Bereiche Luftfahrt und Hafen.
Im Dezember 2016 wurde der Sozialdemokrat und bisherige Baudezernent des Bezirks Kay Gätgens mit 27 von 50 Stimmen der Bezirksversammlung zum neuen Bezirksamtsleiter gewählt. Seit Januar 2023 wird das Bezirksamt Eimsbüttel geschäftsführend von Sonja Böseler (parteilos) geleitet.

### Bürgerschaft
Für die Wahl zur Bürgerschaft und der Bezirksversammlung im Jahre 2008 wurde der Bezirk Eimsbüttel in drei Wahlkreise eingeteilt. Bei den entsprechenden Wahlkreisen kann man nachlesen, welche Stadtteile genau abgebildet werden und welche Kandidaten als Abgeordnete die Stadtteile vertreten:
- Wahlkreis Rotherbaum – Harvestehude – Eimsbüttel-Ost
- Wahlkreis Stellingen – Eimsbüttel-West
- Wahlkreis Lokstedt – Niendorf – Schnelsen

### Bundestag
Der Bezirk Eimsbüttel bildet zusammen mit dem Stadtteil Sternschanze im Bezirk Altona den Wahlkreis 020 für den Deutschen Bundestag. Als Direktkandidaten zum Deutschen Bundestag wurden für alle Wahlperioden bis zur Bundestagswahl 2009 seit der Gründung der Bundesrepublik Deutschland immer die Kandidaten der SPD gewählt. 2009 gewann erstmals der Direktkandidat der CDU. Dies ist durch einen in den Medien bekannt gewordenen innerparteilichen Streit der SPD zu erklären. Der damalige Direktkandidat Niels Annen unterlag bei der Kandidatenaufstellung der SPD mit einer Stimme seinem Herausforderer Danial Ilkhanipour. Die Gegenkandidatur wurde erst sehr zeitnah zur Abstimmung bekannt gegeben, als Ilkhanipour sich seiner Mehrheit an Wahlmännern sicher war. Ilkhanipour unterlag bei der Wahl zum Bundestag dem CDU-Kandidaten Rüdiger Kruse.
Nachdem sich Niels Annen in einer von der SPD Eimsbüttel durchgeführten Mitgliederbefragung durchgesetzt hatte, wurde er am 12. Dezember 2012 für die Bundestagswahl 2013 mit einer Zustimmung von rund 96 % der Delegierten nominiert. Bei der Bundestagswahl gewann er den Wahlkreis mit 37,5 % der Stimmen und konnte den Wahlkreis bei der Bundestagswahl 2017 verteidigen.
Bei der Bundestagswahl am 26. September 2021 konnte sich erstmals ein Kandidat von Bündnis 90/Die Grünen als Direktkandidat durchsetzen. Der ehemalige Hamburger Justizsenator (2015–2020) Till Steffen gewann den Wahlkreis 020 Hamburg-Eimsbüttel mit 29,8 % der Stimmen und zog damit direkt in den Bundestag ein. Der bisherige Wahlkreisabgeordnete Niels Annen sicherte sich über die SPD-Landesliste sein Bundestagsmandat.

### Wappen
Das Wappen des Bezirks Eimsbüttel ist hell-dunkel geviert und zeigt im vorderen Obereck den sechseckigen Turm (Wasserturm) aus dem Sternschanzenpark, im hinteren Obereck eine achteckige Kirche, die Kirche am Markt. Der Schildfuß ist mit einem Elefantenkopf belegt, dieser ist einer Figur am früheren Portal von Hagenbecks Tierpark nachempfunden. Das Wappen wurde 2003 als Ergebnis eines Wettbewerbs angenommen und hat keine Farben. Seit dem 1. März 2008 gehören der Sternschanzenpark und mit ihm der Wasserturm nicht mehr zum Bezirk Eimsbüttel, sondern zum Bezirk Altona; die Gestaltung des Wappens wurde deshalb nicht geändert.

Das Wappen des Bezirks Eimsbüttel
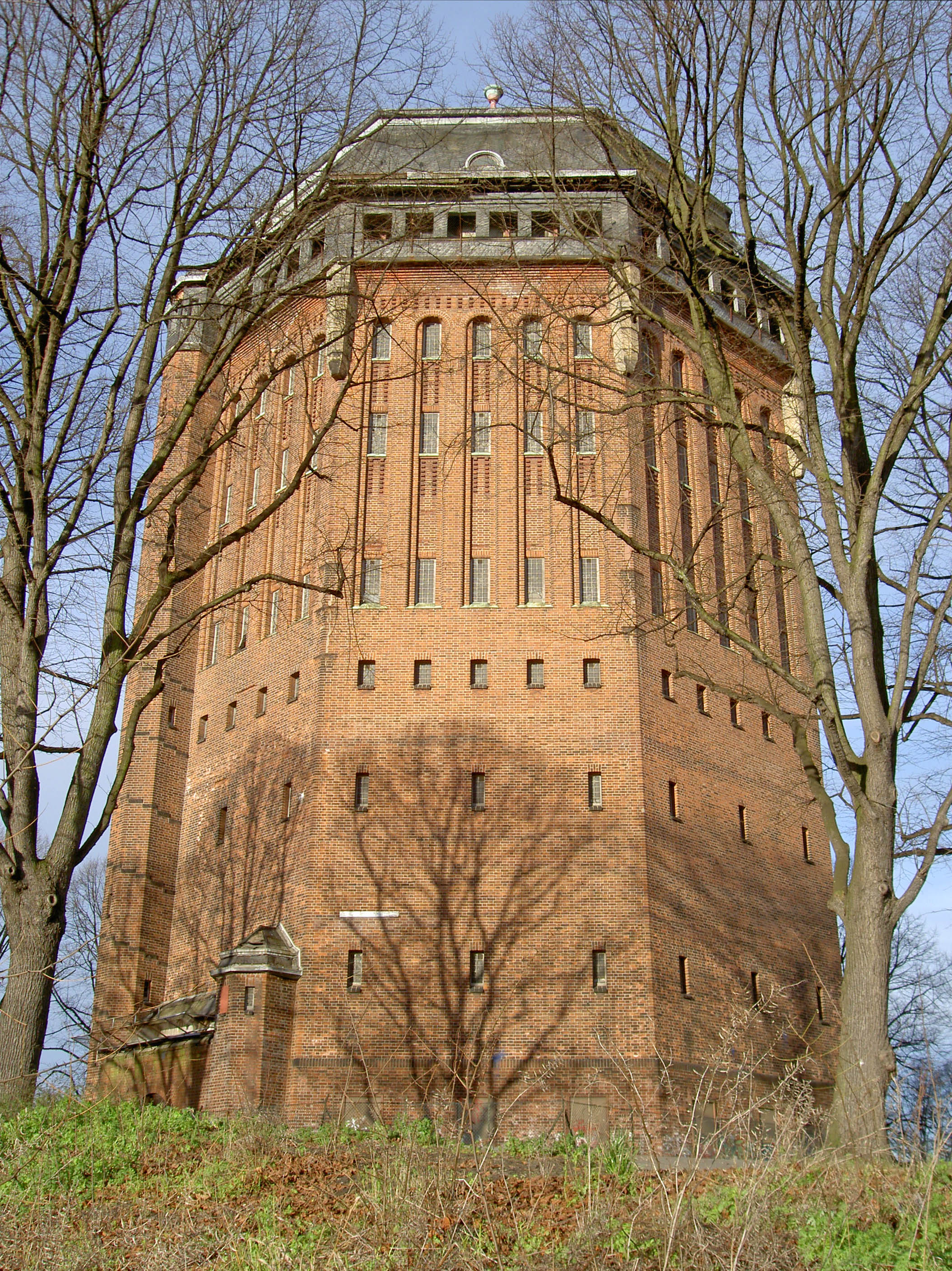
Der Wasserturm im Sternschanzenpark
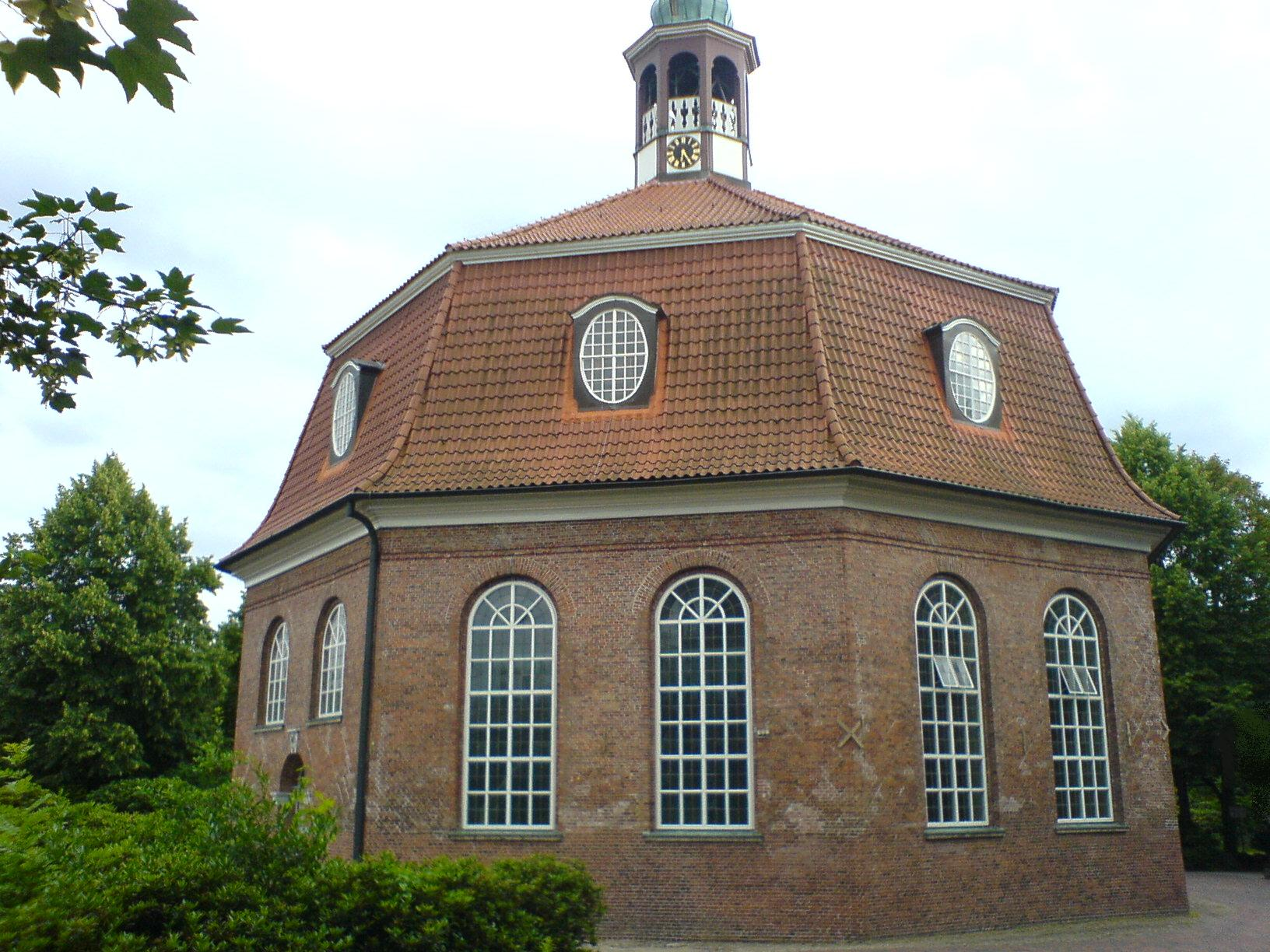
Die barocke Kirche am Markt (Hamburg-Niendorf)
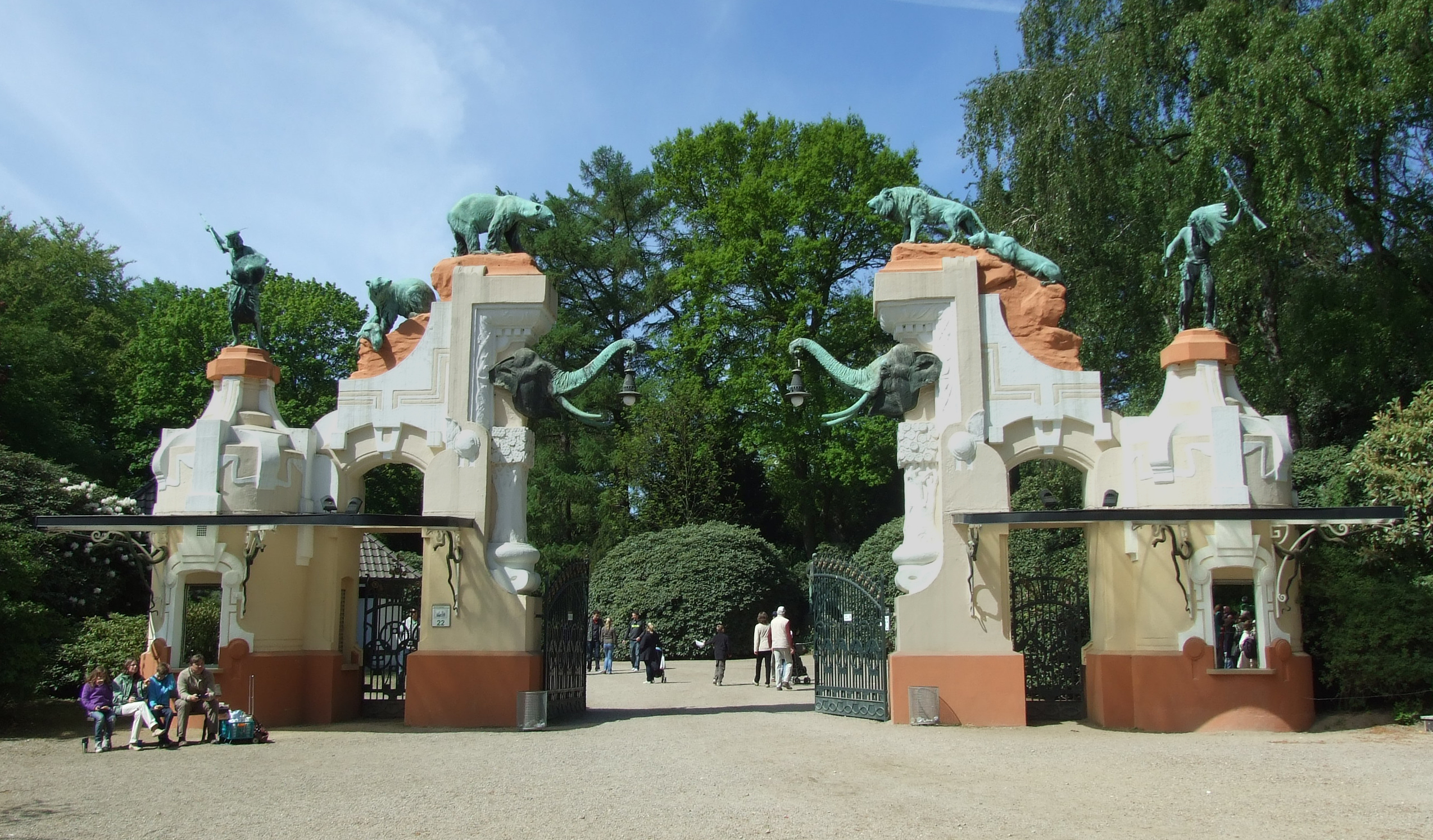
Das ehemalige Portal von Hagenbecks Tierpark

## Kultur, Sehenswürdigkeiten und Kulturdenkmäler

### Theater

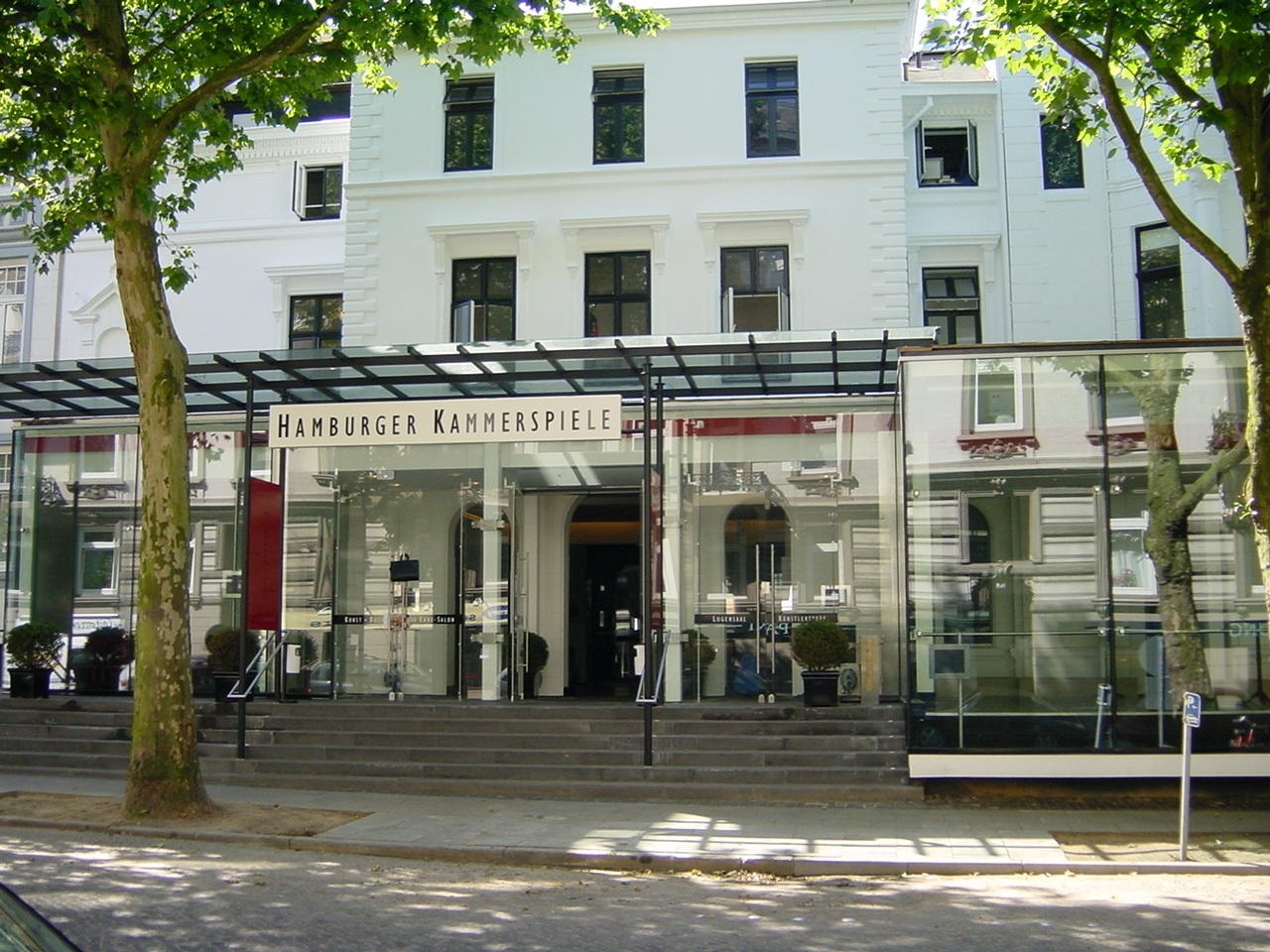
Hamburger Kammerspiele 2004

Bekanntestes Theater im Eimsbütteler Stadtteil Rotherbaum sind die 1918 als Theater des Jüdischen Kulturbundes gegründeten, 1941 von den Nazis geschlossenen und 1945 von Ida Ehre wieder eröffneten Hamburger Kammerspiele an der Hartungstraße.
Im Kerngebiet Eimsbüttels am Hellkamp 68 existierte bis zum Jahr 2014 das freie, unsubventionierte Theater N.N. Nach der Schließung des Theaters, wird das Theater als Probebühne vom Schmidt Tivoli verwendet.
An der U-Bahn Hoheluftbrücke im Stadtteil Hoheluft-West spielt das Theater Zeppelin am Kaiser-Friedrich-Ufer 27, direkt gegenüber auf dem Isebekkanal das HoheLuftschiff, ein Jugend- und Kindertheater auf einem ehemaligen Lastkahn.
Die „Volksspielbühne Hüsung (Heimat) von 1911“ ist Hamburgs zweitältester Theaterverein. Er spielt dreimal pro Jahr jeweils sieben Aufführungen im Hamburg-Haus in Eimsbüttel.

### Programmkino

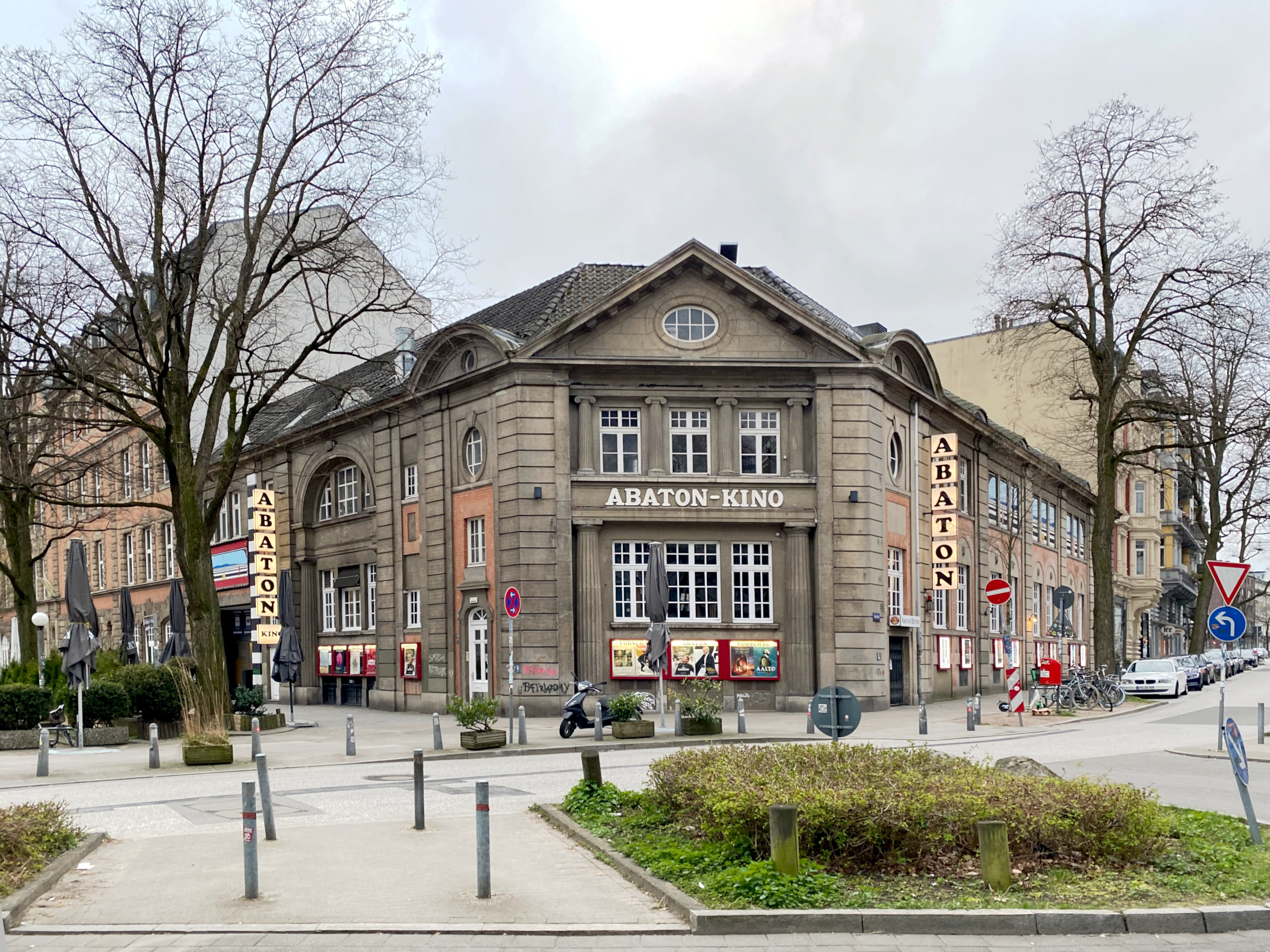
Abaton-Kino

Das Abaton-Kino ist ein Kino am Salvador-Allende-Platz am Grindel im Univiertel. Es wurde 1970 in einem als Polizei-Garage genutzten Gebäude von Werner Grassmann und Winfried Fedder eröffnet und gilt nach dem Cinema im Ostertor in Bremen als eines der ersten Programmkinos in Deutschland. Der FilmRaum in der Müggenkampstraße ist mit 35–40 Sitzplätzen Hamburgs kleinstes Programmkino und das SchanzenKino 73 ist das weltweit erste Kopfhörerkino, bei dem Besucher die Sprachversion des Films individuell wählen können.

### Museen und Sammlungen
Im Bezirk Eimsbüttel befinden sich mehrere Museen:

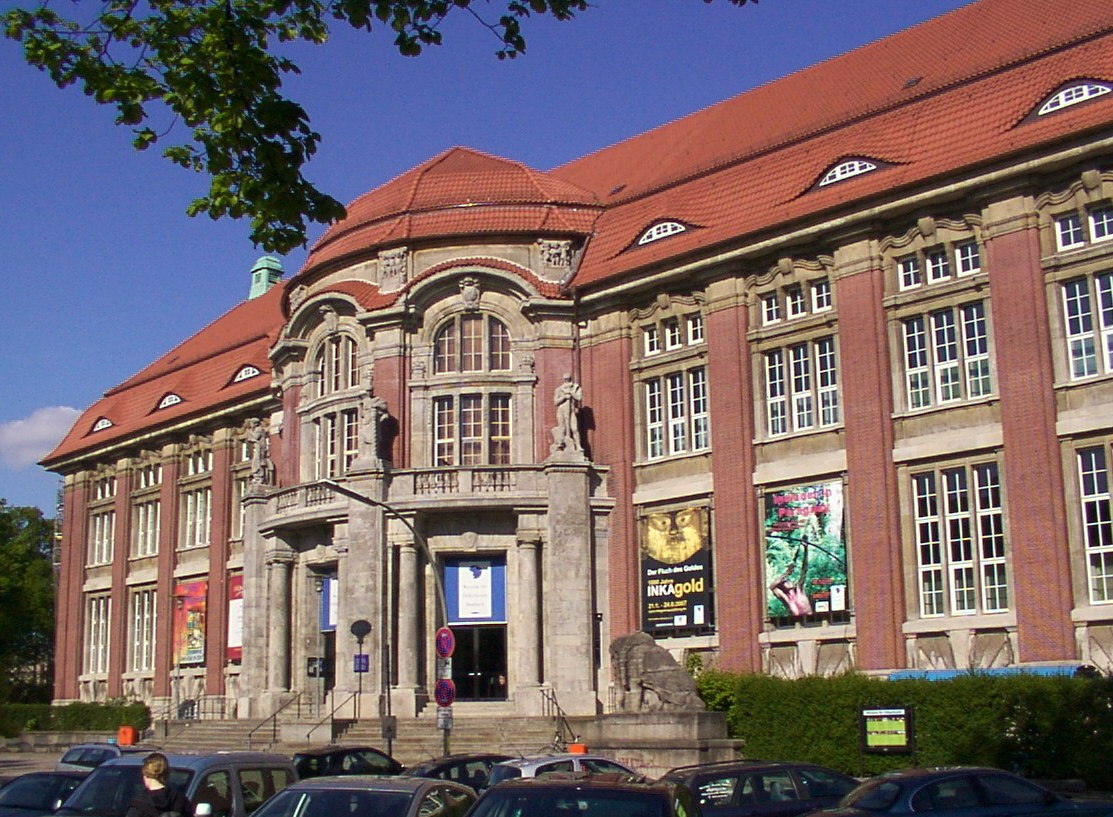
Museum am Rothenbaum

Das Museum am Rothenbaum – Kulturen und Künste der Welt in der Rothenbaumchaussee 64, Rotherbaum, zeigt völkerkundliche Sammlungen der Welt. Es will die Vielfalt kultureller Möglichkeiten des Menschen darstellen. Die Schausammlungen sind nach Erdteilen geordnet. Das Museum versteht sich selbst als Symbol für die Weltoffenheit Hamburgs und hat sich Motto „Ein Dach für alle Kulturen“ gegeben, nach dem auch eine Dauerausstellung benannt ist. Ein Teehaus, ein kleiner Nachbau des berühmtesten chinesischen Teehauses Hu Xin Ting („Garten am Wasser“), befindet sich auf der Rückseite des Gebäudes.
Im Zoologischen und Botanischen Museum der Universität Hamburg am Martin-Luther-King-Platz 3, Rotherbaum, begrüßt am Eingang die ehemalige NDR-Walross-Dame Antje die Besucher. Das Zoologische Museum Hamburg ist eines der bedeutendsten naturwissenschaftlichen Forschungsmuseen Deutschlands. Es genießt hohes nationales und internationales Ansehen bezüglich seines Sammlungsbestandes und seiner Forschungsleistungen. Herzstück des Museums ist die Sammlung, die ca. zehn Millionen zoologische Objekte umfasst und somit die viertgrößte ihrer Art in Deutschland darstellt.
Das Mineralogische Museum Hamburg in der Grindelallee 48, Rotherbaum wirkt eher wie eine Kunstgalerie. Kristalle, Edelsteine, Erze und Meteoriten sind mit Beleuchtungseffekten ausgestattet. Das jüngste Ausstellungsstück ist eine 700 Gramm schwere, ungewöhnlich große Scheibe eines Steinmeteoriten aus Australien.
Die Zirkus- und Varieté-Archivsammlung der Gesellschaft der Circusfreunde e. V. – Reinhard Tetzlaff befindet sich im Nienkamp 25 in Niendorf.

### Bauwerke

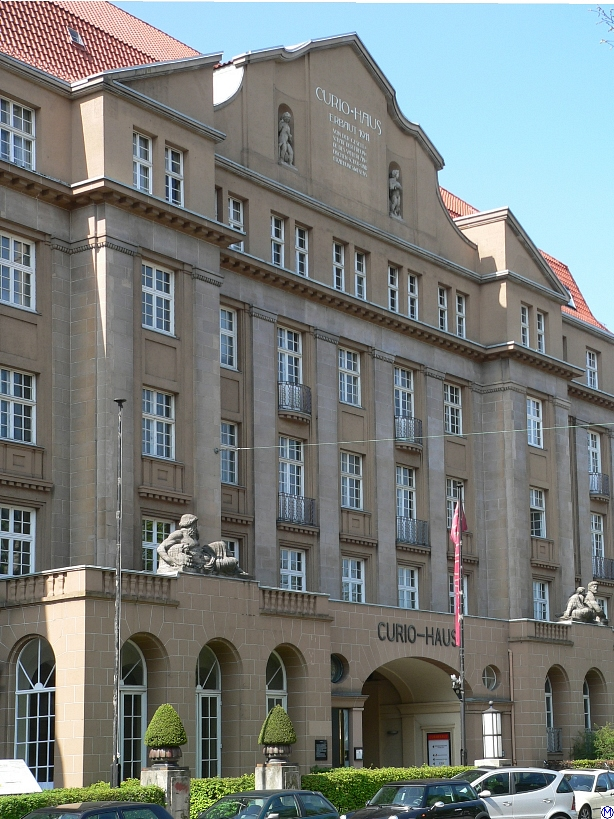
Curiohaus in Rotherbaum

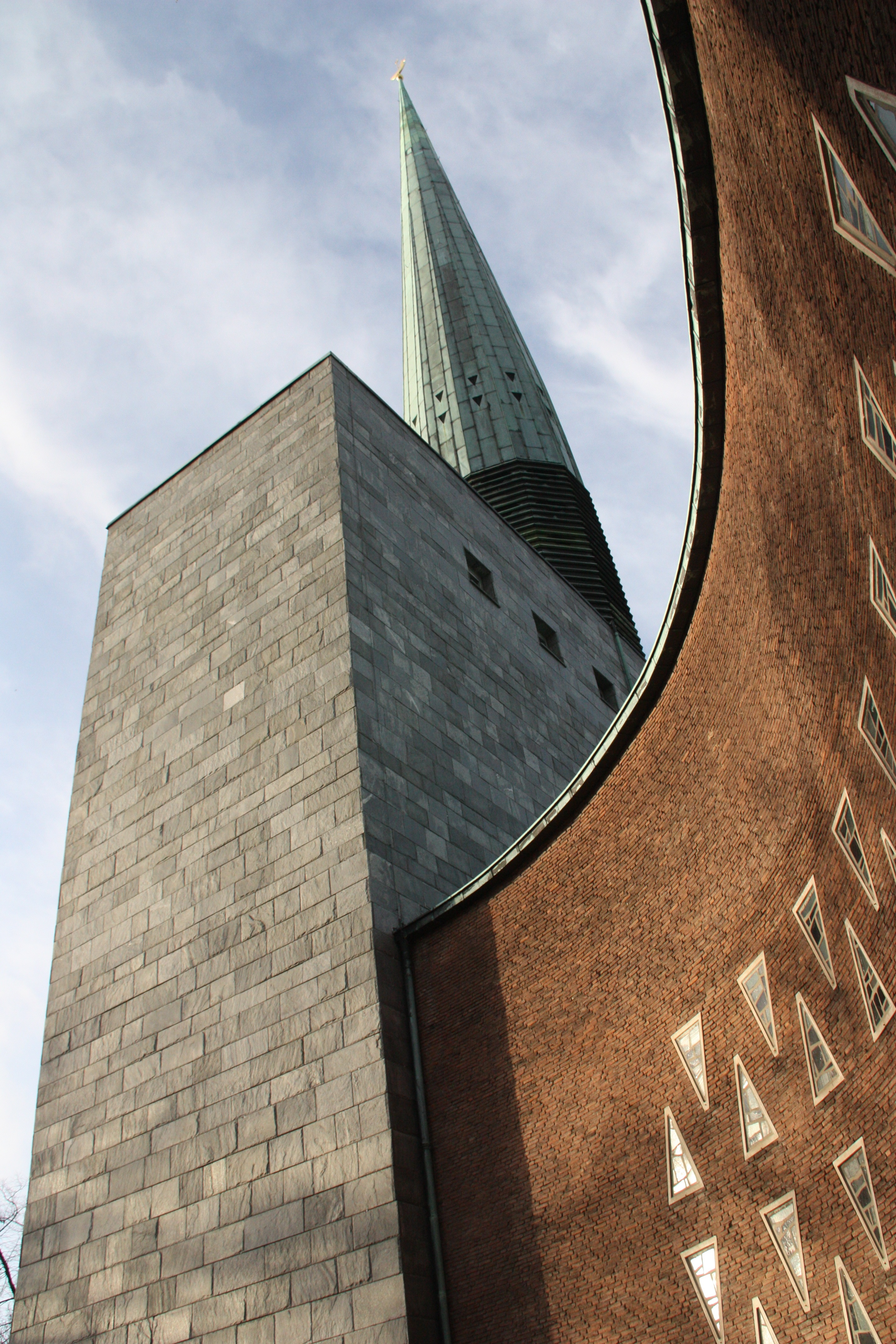
Hauptkirche St. Nikolai

Im Bezirk befinden sich einige bedeutende Bauwerke. Hier einige Beispiele, sofern sie nicht schon in anderen Teilen dieses Artikels genannt sind:
- Der Architekt Ferdinand Streb schuf von 1946 bis 1951 in Eimsbüttel bedeutende Gebäude wie die Grindelhochhäuser in Harvestehude (1946 von den Briten ursprünglich für Besatzungsbeamte gebaut), 1950/1951 das Gebäude der Iduna-Germania-Versicherung, Alte Rabenstr. 1, 1951 das Appartementhaus Heimhuder Str. 65–67 und 1952 das Haus des Sports, Schäferkampsallee 1.
- Die Wassertürme in Lokstedt und Stellingen wurden in den Jahren 1910/12 nach dem Entwurf der Hamburger Zivilingenieure Ludwig und Hermann Mannes erbaut.
- Das Curiohaus in der Rothenbaumchaussee 15 wurde 1908–1911 vom Architekten Johann Emil Schaudt für die Gesellschaft der Freunde des vaterländischen Schul- und Erziehungswesens errichtet und nach dem Gründer dieser Gesellschaft, Curio, benannt. Es ist heute noch Eigentum und Sitz des Landesverbands Hamburg der GEW.
- Das ehemalige Postamt 13 und Fernsprechamt Schlüterstraße nahm 1908 seinen Betrieb auf. (⊙)
- Die achteckige, von 1769 bis 1770 geschaffene Kirche am Markt im nördlichen Stadtteil Niendorf (Architekt Heinrich Schmidt) entspricht dem Idealbild eines evangelischen Gotteshauses des 18. Jahrhunderts, in dem die Gläubigen von überall eine gleich gute Sicht zur beherrschenden Kanzel haben und ist Teil des Eimsbütteler Wappens.
- Die Verwaltung und die Hörfunkstudios (⊙) des NDR zwischen der Rothenbaumchaussee und dem Mittelweg sind in Harvestehude, die Fernsehstudios (⊙) befinden sich am Gazellenkamp in Lokstedt.
- Das ehemalige Bundeswehrgelände an der Sophienterrasse, das in den Jahren 2008 und 2009 in ein neues Wohngebiet mit 150–200 Wohnungen umgestaltet wurde, war zuvor Sitz des Standortkommandos Hamburg. Im ehemaligen Gebäude des Kreiswehrersatzamtes Hamburg in der Sophienterrasse 1 sind mittlerweile Flüchtlinge in einer Großunterkunft untergebracht.[16][17]
- Die Eimsbütteler Brücke über den Isebekkanal wurde 1911 errichtet und nach dem Zweiten Weltkrieg wiederhergestellt. Sie ist mit der Nummer 18364 als Kulturdenkmal registriert.
- Die ev.-luth. Hauptkirche St. Nikolai am Klosterstern wurde 1960 bis 1962 nach Plänen des Architekten Gerhard Langmaack errichtete und gehört zu den Kulturdenkmälern des Stadtteils.
- Die Kirche des heiligen Prokop, erste russisch-orthodoxe Kirche in Hamburg befindet sich an der Hagenbeckstraße, ganz in der Nähe U-Bahn-Station Lutterothstraße.
- Die katholische St.-Bonifatius-Kirche (⊙) in der Nähe des Eimsbütteler Parks entstand 1909/1910 nach Plänen von Fritz Kunst.
- Die Kirche St. Johannis wurde nach dem Entwurf des Architekten Wilhelm Hauers in den Jahren 1880–1882 gebaut.

### Kulturdenkmäler
- Liste der Kulturdenkmäler im Hamburger Bezirk Eimsbüttel

## Parks

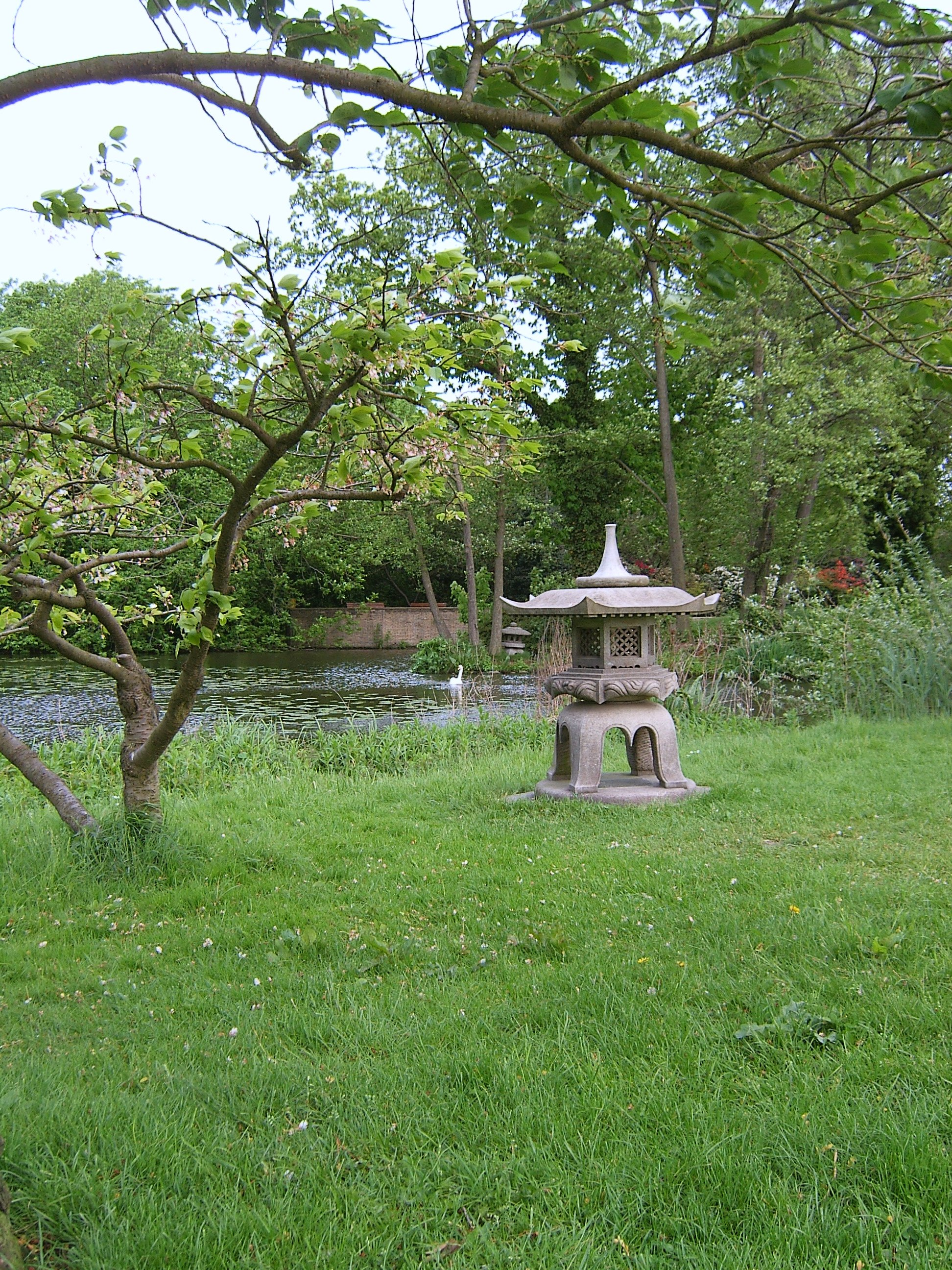
Alstervorland

Eimsbüttel ist einer der wenigen Hamburger Bezirke ohne Naturschutzgebiete. Lediglich im Norden Niendorfs, an der Grenze zu Schleswig-Holstein, liegt – direkt an der Startbahn 2 des Flughafens – das Landschaftsschutzgebiet Ohmoor.
Aufgrund seiner Lage außerhalb des Hamburger Stadtzentrums verfügt der Bezirk jedoch über zahlreiche große und kleinere Parks:
- Rund um die Außenalster zieht sich ein Grüngürtel. Der westliche Teil liegt im Bezirk Eimsbüttel. In den Stadtteilen Harvestehude und Rotherbaum nennt sich der Park Alstervorland. Der Teil des Alstervorlandes nördlich der Straße Krugkoppel nennt sich Eichenpark.

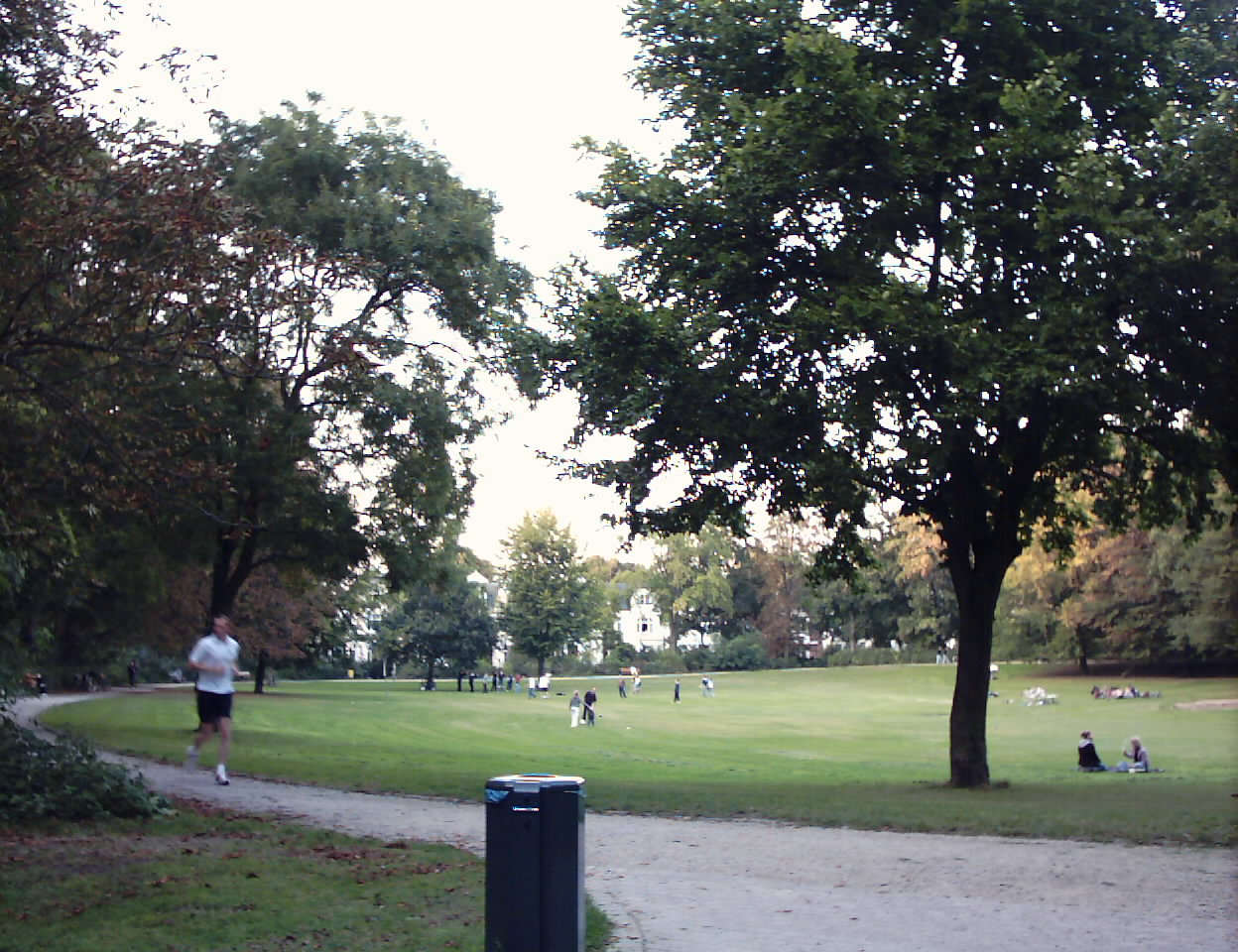
Innocentiapark

- Der Innocentiapark in Harvestehude wurde 1884 nach englischem Vorbild an der Parkallee angelegt und war Hamburgs erste gestaltete Grünanlage.
- Neben dem Klosterstern im Dreieck Rothenbaumchaussee, Abteistraße und Harvestehuder Weg befindet sich der Simon-Bolivar-Park.
- Die Moorweide mit der Meckerecke im Stadtteil Rotherbaum (zwischen Dammtorbahnhof, Rothenbaumchaussee und Mittelweg) ist ein beliebter Startplatz für Demonstrationen und Ballonfahrten. Der seit 1919 mit dem Hauptgebäude der Universität bebaute Teil zwischen Edmund-Siemers-Allee, Moorweidenstraße und Rothenbaumchaussee wird im engeren Sinne nicht mehr zur Moorweide gerechnet.

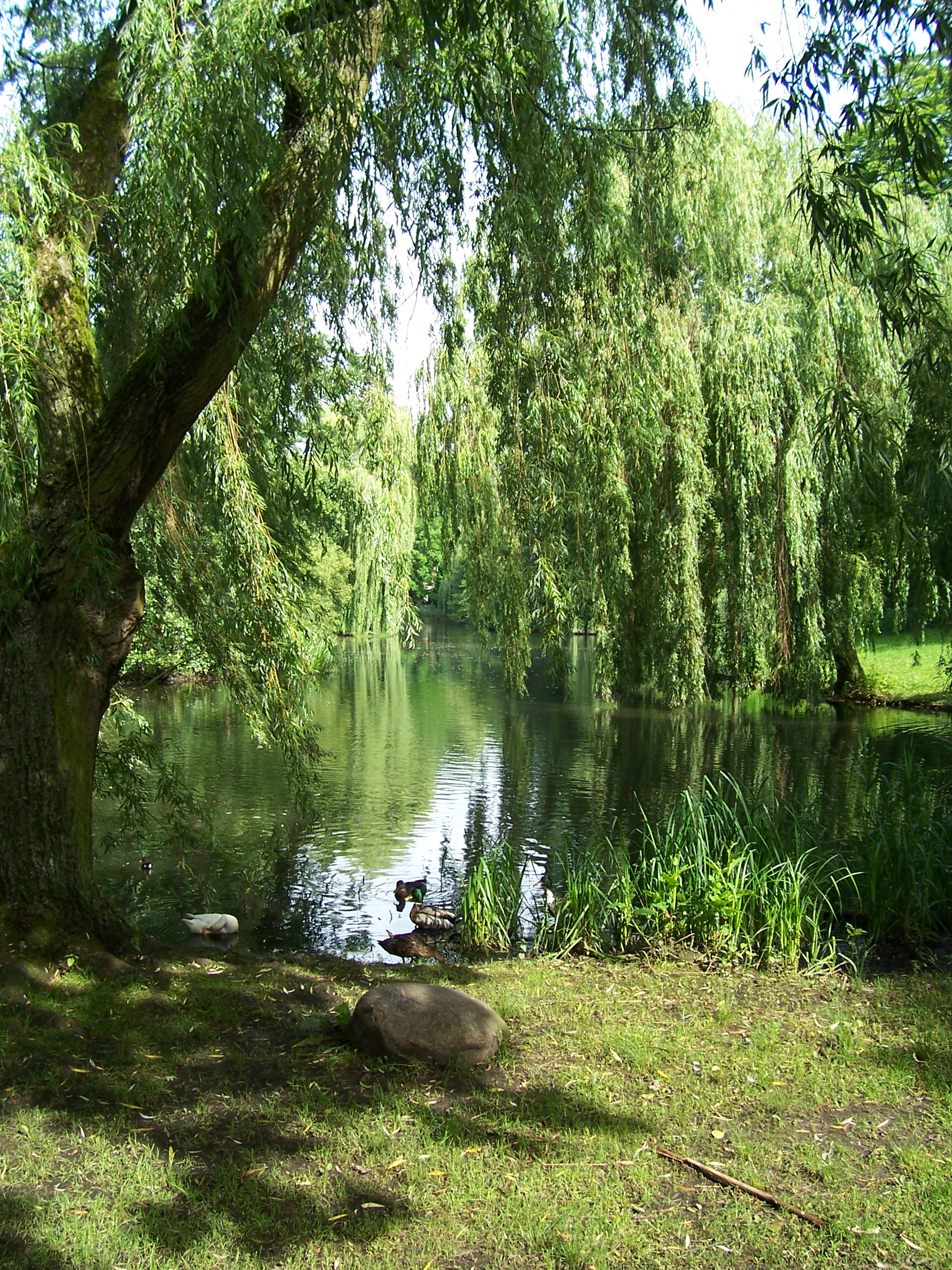
Eimsbütteler Park „Am Weiher“

- Der Eimsbüttler Park im Kerngebiet wird von den Anwohnern oftmals einfach nur „der Weiher“ genannt, weil sich die Ottersbek zu einem großen Weiher erweitert in seiner Mitte befindet. Dieser Weiher, Rest ehemaliger Fischteiche, fungiert als Regenrückhaltebecken und fließt wieder als Ottersbek, teilweise auch an der Oberfläche, weiter in den Isebekkanal dessen einziger Zufluss sie ist. Der Isebekkanal gehört zum System der Alsterkanäle und ist mit Kanus und Kajaks über die Alster bis in die Innenstadt befahrbar. Außerdem gibt es dort einen Spielplatz, ein Planschbecken (nur im Sommer mit Wasser gefüllt) und seit dem Jahr 2006 auch ein Café.
- Die Grünzone Kaiser-Friedrich-Ufer zieht sich von der Eimsbütteler Christuskirche bis zur Hoheluftchaussee durch die Stadtteile Eimsbüttel und Hoheluft-West am Isebekkanal entlang.
- Lokstedt besitzt drei ehemals private Parks, die im 19. Jahrhundert von Hamburger Hanseatenfamilien vor den Toren der Stadt eingerichtet wurden: den Von-Eicken-Park (⊙), in dem die Schillingsbek, ein Nebenbach der Kollau, zu einem Teich aufgestaut ist, den heute verwilderten Willinks Park(⊙) – benannt nach Carl Heinrich Willink – und auf der Lieth, einem Hügel an der Grenze zu Stellingen, den großzügig angelegten Amsinckpark.
- An der Kieler Straße in Eidelstedt nördlich der Güterumgehungsbahn liegt der Sola-Bona-Park (⊙). Er bildet das südliche Eingangstor zur Eidelstedter Feldmark und hat seinen Namen von einer Inschrift an einer Villa im Park (sola bona quae honesta = nur die Dinge sind gut, die anständig sind), die heute als Kindertagesstätte genutzt wird.

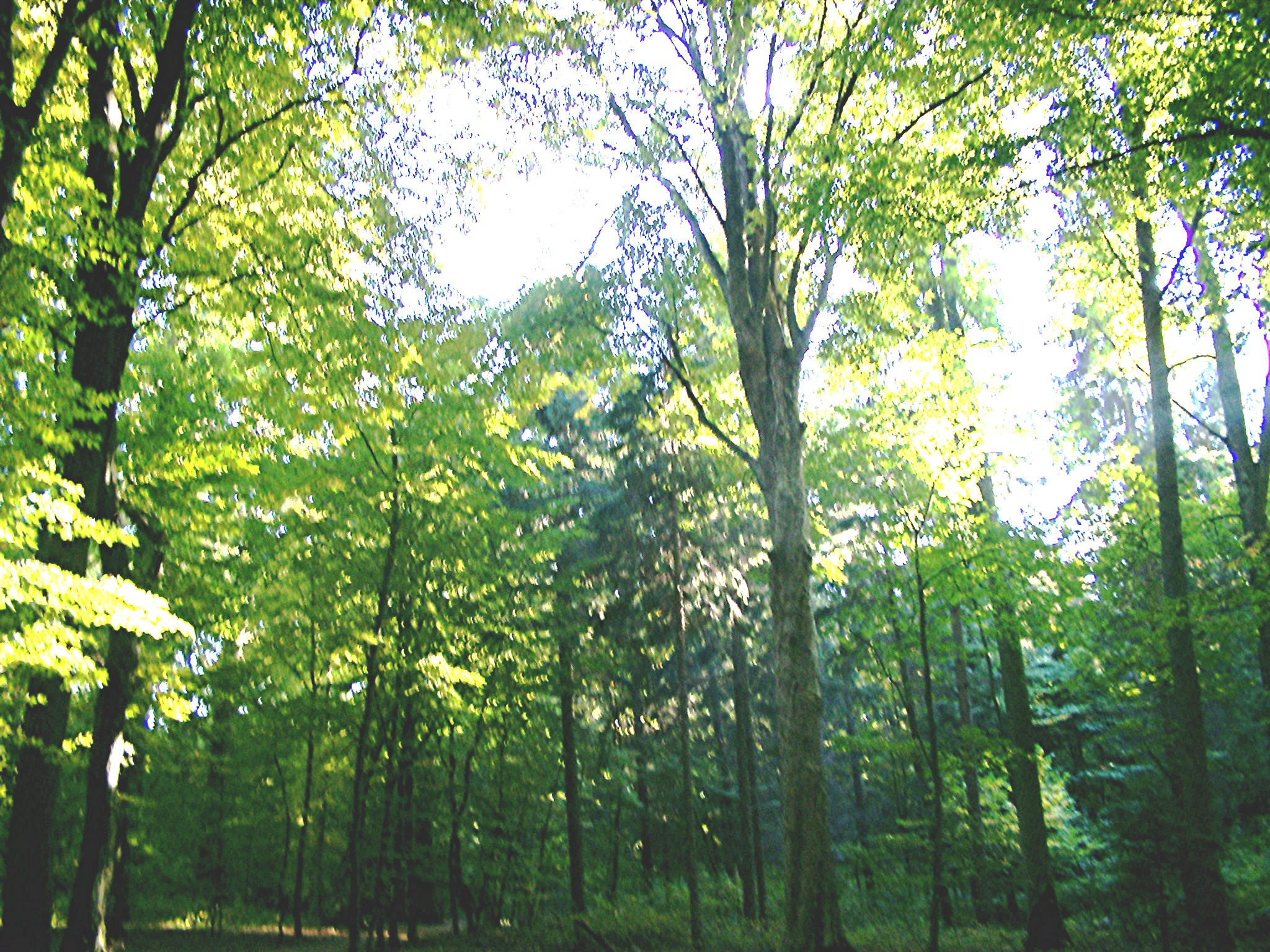
Niendorfer Gehege

- Der Stadtwald Niendorfer Gehege, ein ehemaliges königlich-dänisches Forstgebiet in Niendorf mit westlich angrenzender Eidelstedter Feldmark, einer weiten Wiesen- und Knicklandschaft hat den Charakter eines Stadtparks

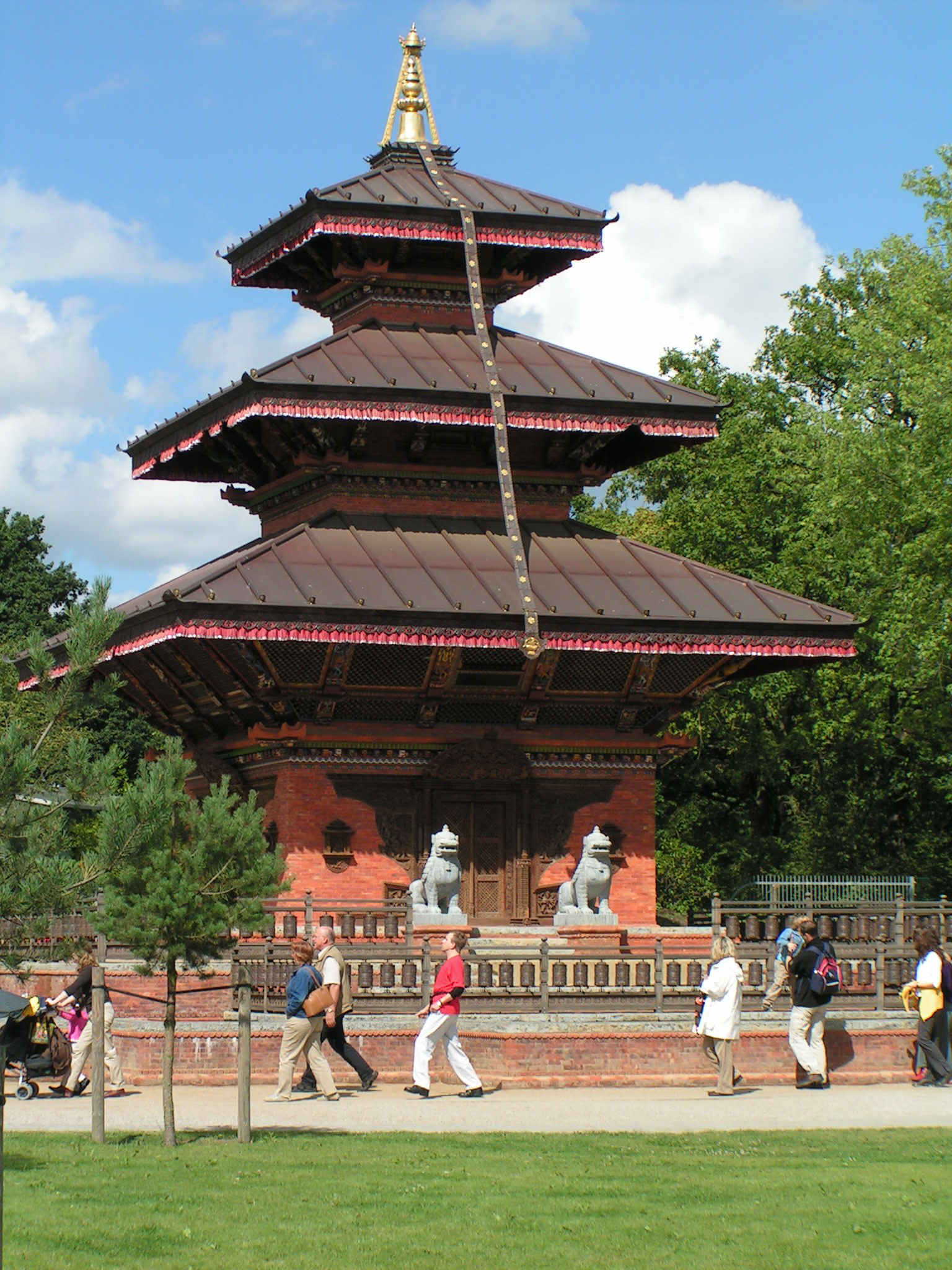
Tierpark Hagenbeck

- Der einzige privatrechtlich betriebene zoologische Garten in Deutschland ist der Tierpark Hagenbeck in Stellingen
- Nördlich von Hagenbecks Tierpark gibt es in Stellingen die Stellinger Feldmark, auch „Stellinger Schweiz“ genannt (⊙), ein hügeliges Gebiet mit ländlichem Charakter. Dort gewinnen die Hamburger Wasserwerke Trinkwasser. Nördlich grenzt diese Feldmark an die Güterumgehungsbahn und das Niendorfer Gehege

Nach dem Krieg und durch spätere bauliche Maßnahmen entstanden folgende neue Parks:
- Unnapark (⊙) und Wehbers Park (⊙) im Kerngebiet Eimsbüttel: Man kann durch diese Parks von der Schwenckestraße zur Christuskirche spazieren. Dabei kommt man an den Sportplätzen des HEBC und am Hamburg-Haus Eimsbüttel (⊙) mit Veranstaltungsräumen, Altentagesstätte, Haus der Jugend und öffentlicher Bücherhalle vorbei. Die Hügel in diesen Parks sind begrünte Trümmerberge, die man nach Kriegsende mit Erde und Pflanzen abdeckte.
- Nördlich der Osterstraße zwischen Heussweg und Emilienstraße ist eine Grünanlage nach dem bekannten Volksschauspieler benannt, der Henry-Vahl-Park
- Der Voßbarg (⊙) liegt in einer Wohngegend in der Nähe der U-Bahn-Station Niendorf Nord.
- Der Wassermannpark (⊙) in einer Wohngegend am Königskinderweg/Anna-Susanna-Stieg in Hamburg-Schnelsen, nahe der AKN-Station Burgwedel.
- Der Lohbekpark (⊙) entstand in den 1960er Jahren an einem Zufluss der Schillingsbek in Lokstedt.

Früherer Park:
Der frühere Stadtpark Eimsbüttel zog sich von den Kleingärten an der Hagenbeckstraße über das Gelände des heutigen Sportparks Eimsbüttel, Hagenbecks Tierpark, das frühere Sandbahn-Stadion an der heutigen Lokstedter Grenzstraße (heute bebaut mit Busschleife, Parkhaus, Tierheim und Reihenhäusern), die Stellinger Feldmark bis zur Güterumgehungsbahn und zum Niendorfer Gehege hin.
Auf dem jetzigen Gelände des Tierheims und östlich davon (jetzige U-Bahn-Gleise und NDR) befand sich bis zum Zweiten Weltkrieg eine Dirt-Track-Anlage, eine Sandrennbahn auf der Walter Rothenburg den Boxkampf Walter Neusel gegen den ehemaligen Schwergewichtsweltmeister Max Schmeling am 26. August 1934 veranstaltete. Rothenburg brachte nach unterschiedlichen Quellen 100.000 – 180.000 (Ring Magazine) Zuschauer zusammen. Selbst bei Annahme der kleinsten Zahl eine nie wieder erreichte Anzahl von Zuschauern bei einer Boxveranstaltung in Deutschland.
Nachdem immer wieder partielle Bebauungen den Grünzug verkleinert hatten, löste ihn der Flächenbedarf für die offene Bauweise des U-Bahnhofs Hagenbecks Tierpark sowie der U-Bahn-Strecke nach Niendorf und die Trennung des nördlichen und südlichen Teils durch den Ausbau der Koppelstraße auf. Erhaltener Teil ist im Norden noch die Stellinger Feldmark und das Niendorfer Gehege. In der öffentlichen Planung wird die Problematik der Grünflächen im Bezirk seit 2010 unter dem Schlagwort Freiraumqualitätsoffensive Eimsbüttel behandelt.

## Zentrum jüdischen Lebens in Hamburg

### Geschichte
Das Judentum in Hamburg gründete sich auf die Ansiedlung von sephardischen Juden von der Iberischen Halbinsel (überwiegend aus Portugal, aber auch aus Spanien), die über Antwerpen Ende des 16. Jahrhunderts hier sesshaft wurden. Im Kerngebiet Eimsbüttel befand sich das Zentrum jüdischen Lebens in der Stadt vor der Zerstörung der jüdischen Gemeinde durch die Nationalsozialisten vor allem in den Stadtteilen Harvestehude und Rotherbaum (speziell am Grindel). Es gab mehrere Synagogen, am bekanntesten waren die Neue Dammtor-Synagoge (1895), die Bornplatzsynagoge (1906) und der Israelitische Tempel an der Oberstraße (1931).
Heute noch erkennbar sind die Alte und die Neue Klaus-Synagoge im Hinterhof Rutschbahn 11 und die Portugiesische Synagoge Innocentiastraße 37.

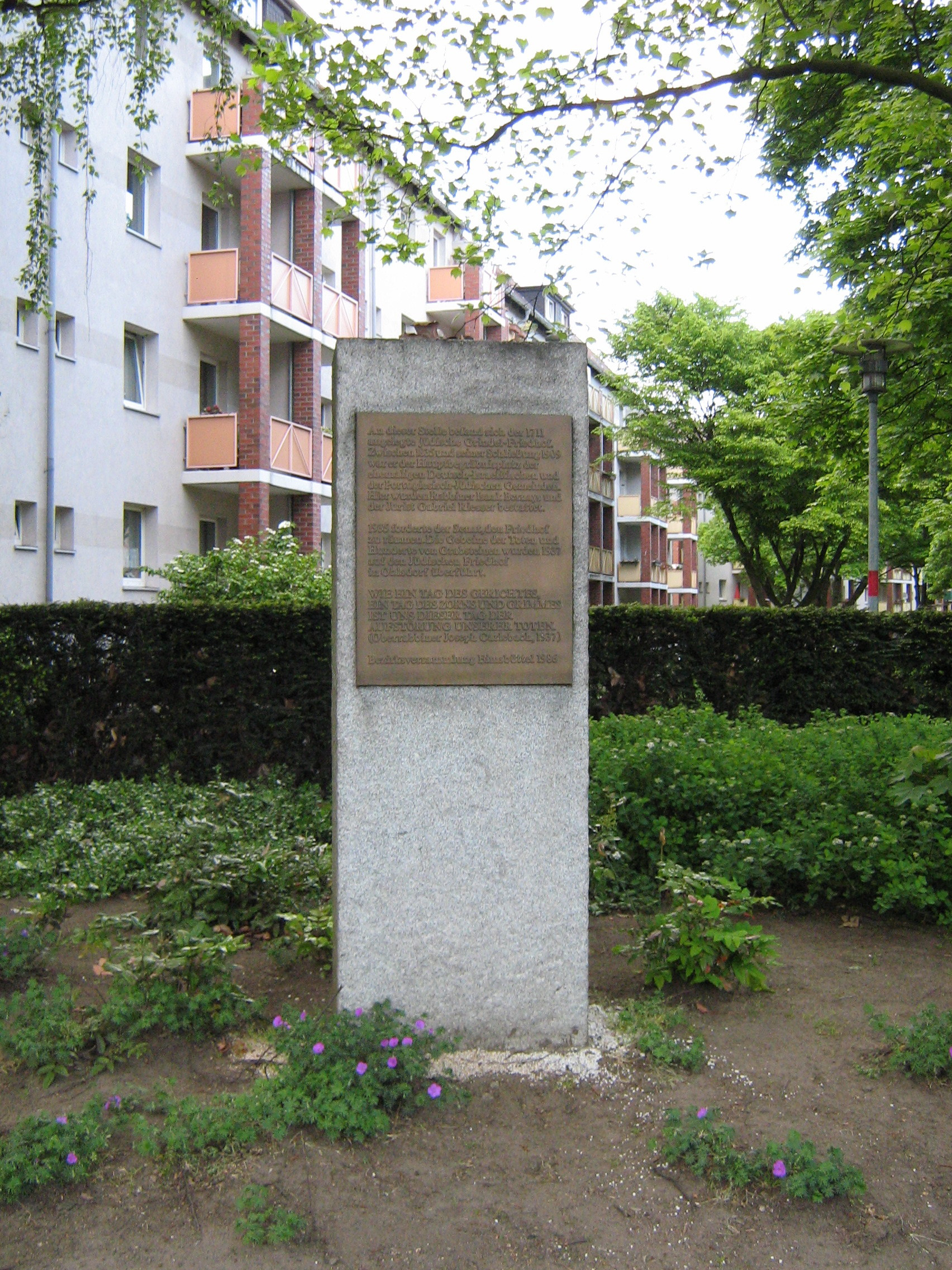
Gedenkstein für den ehemaligen jüdischen Friedhof Hamburg Grindel

Daneben entstanden die Talmud-Tora-Schule am Grindelhof und das Deutsch-Israelitische Waiseninstitut am Papendamm. In den heutigen Kammerspielen Hartungstraße 9–11 hatten bis zu ihrer Liquidierung 1942 das Jüdische Gemeinschaftsheim, die Jüdische Loge und der sehr aktive Jüdische Kulturbund ihren Sitz. Im Jahre 1886 wurde in der Sedanstraße 23 das jüdische Altenhaus eröffnet, das alten Menschen unentgeltlich Wohnung und Lebensunterhalt bot. Im Juli 1942 wurden mehr als neunzig Bewohner in das KZ Auschwitz und das Ghetto Theresienstadt deportiert. Der Jüdische Friedhof am Grindel befand sich an der Ecke der Straßen An der Verbindungsbahn / Rentzelstraße und musste 1937 auf staatlichen Druck aufgegeben werden.
1933 bei der Machtübernahme der Nationalsozialisten lebten circa 24.000 Angehörige jüdischer Gemeinden in Hamburg. In der Reichspogromnacht 1938 wurden einige Synagogen und Gemeindeeinrichtungen zerstört oder ihrer bestimmungsgemäßen Nutzung entzogen. Die Synagoge am Bornplatz wurde in Brand gesetzt und abgetragen. Auf dem Grundstück wurde anschließend ein Bunker errichtet. Der letzte Synagogenbau in Vorkriegsdeutschland, die Synagoge an der Oberstraße, wurde 1940 zwangsweise an die Stadt verkauft.

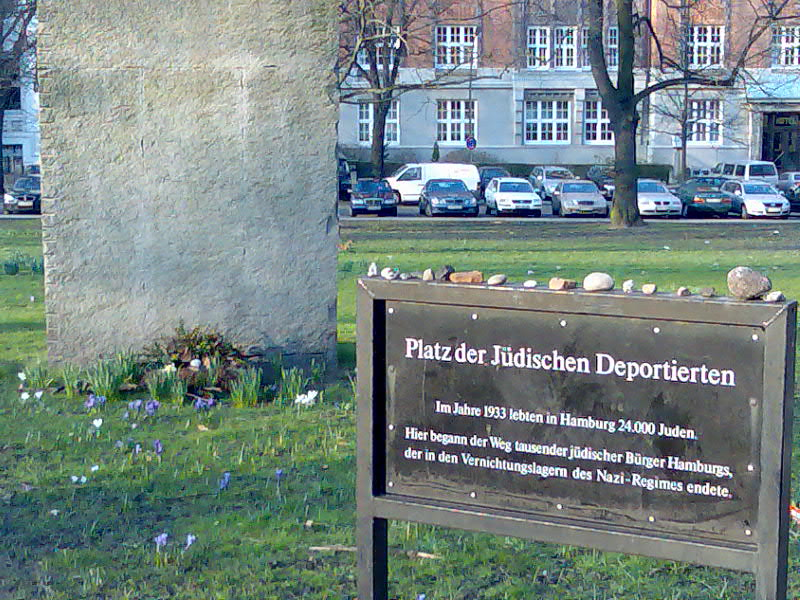
Platz der jüdischen Deportierten: Mahnmal und Erinnerungstafel

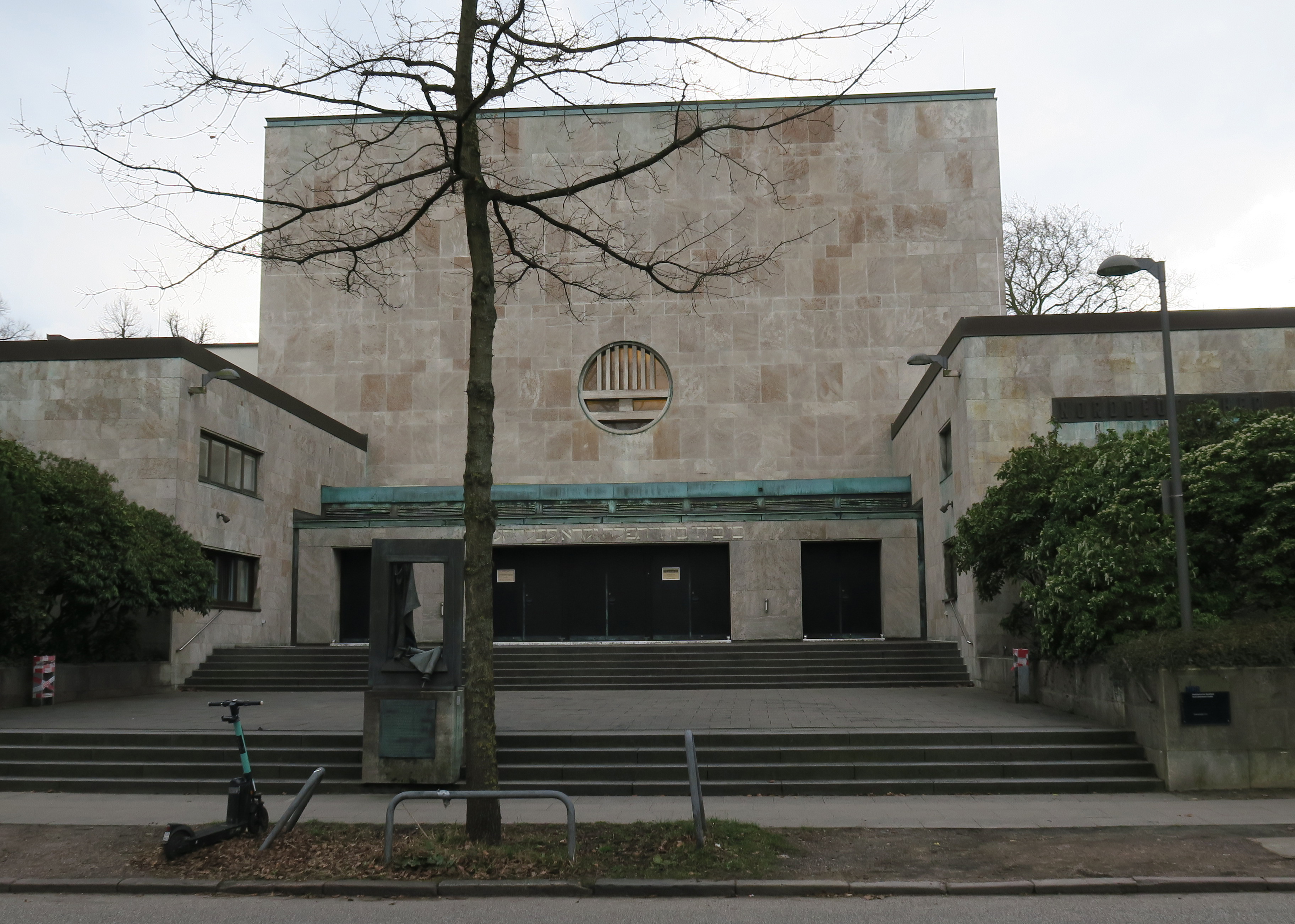
Ehemalige Synagoge Oberstraße, jetzt Rolf-Liebermann-Studio des NDR

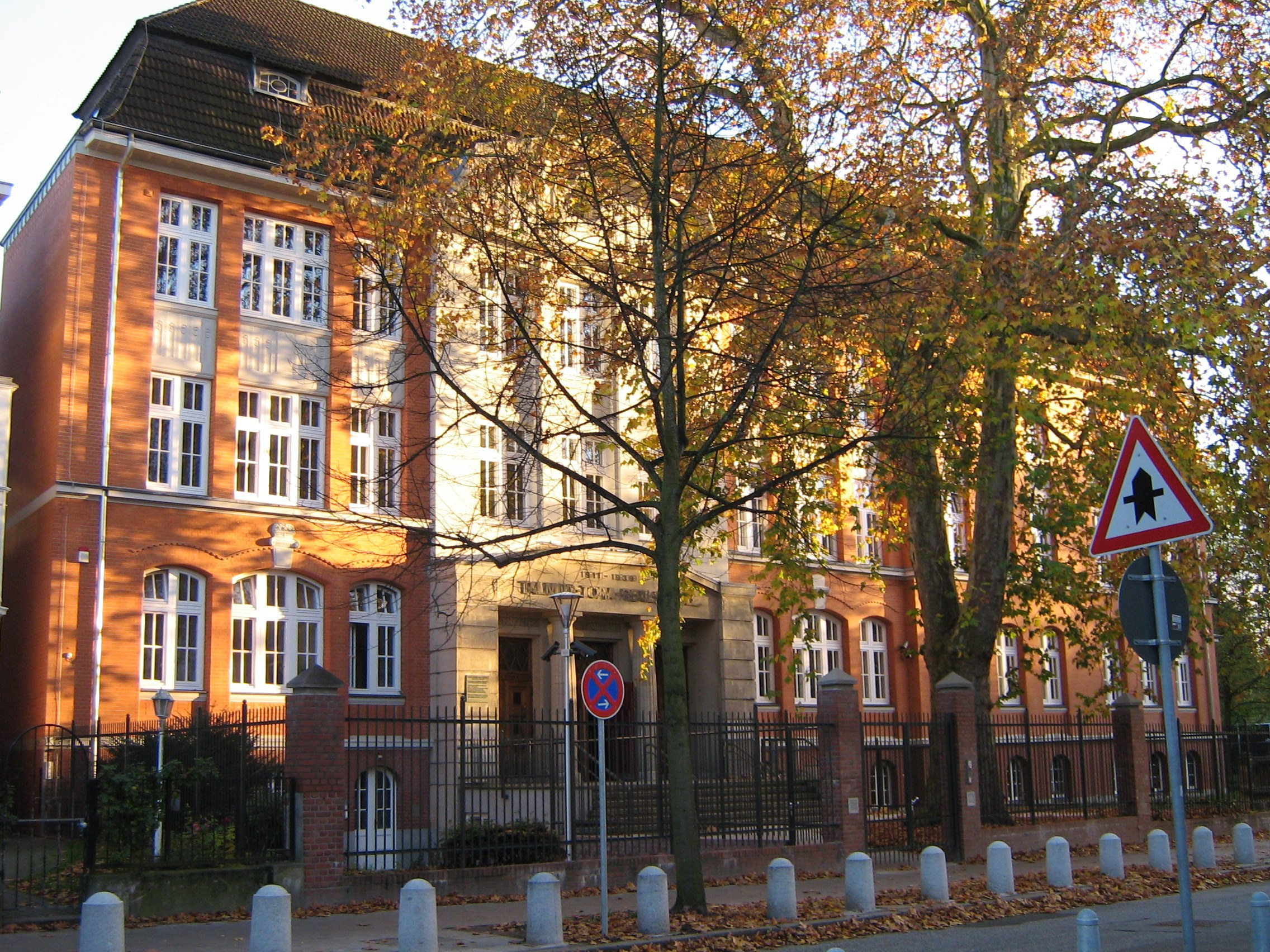
Das Zentrum der jüdischen Gemeinde mit der Joseph-Carlebach-Schule, die frühere Talmud Tora Schule

Ab 1941 wurden die verbliebenen Juden, soweit ihnen nicht die Flucht geglückt war, nach Osteuropa deportiert und dort ermordet. Sammelpunkt für die Deportationen war der heutige Platz der jüdischen Deportierten an der Moorweidenstraße neben dem westlichen Seitenflügel des Universitäts-Hauptgebäudes.

### Gegenwart – Jüdische Infrastruktur in Hamburg
Hamburg erlebt eine Renaissance jüdischen Lebens, welche sich auch im erforderlichen Angebot und Ausbau kultureller Einrichtungen niederschlägt. Dabei stehen die Sakralgebäude wie die Synagogen in den Stadtteilen Eimsbüttel und St. Pauli, Bildungseinrichtungen wie das Jüdische Bildungszentrum Hamburg in Rotherbaum und das Jüdische Kulturhaus in St. Pauli im Mittelpunkt städtischen Lebens in der multiethnischen Elbmetropole.
Die jüdische Gemeinden in Hamburg – ob orthodox, liberal oder reformiert – verzeichnen durch Einwanderung aus Osteuropa und Israel eine steigende Anzahl von Gemeindemitgliedern im vierstelligen Bereich. Insgesamt sollen wieder mehr als 5000 Juden in Hamburg leben.
Bestehende jüdische Kultureinrichtungen:
(Auswahl)
- Das neue Gebetshaus, die Synagoge Hohe Weide, wurde am 9. September 1960 geweiht. Da orthodoxe Juden die Synagoge am Sabbat zu Fuß aufsuchen müssen, hat sich das Zentrum jüdischen Lebens – bezüglich der Vorkriegssituation – dadurch etwas nach Westen in das Kerngebiet Eimsbüttels verlagert. Mittelfristig plant die jüdische Gemeinde in Hamburg jedoch den Neubau einer Synagoge auf dem alten Standort der Bornplatzsynagoge im Grindel.[22]

Ganz in der Nähe der Synagoge in Hoheluft-West am Kaiser-Friedrich-Ufer, Ecke Heymannstraße, befindet sich ein Mahnmal zur Erinnerung an die Bücherverbrennung 1933 in Deutschland. In Hamburg wurden am 15. Mai 1933 um 23 Uhr Bücher unter anderem von Heinrich Heine, Bertolt Brecht, Ernest Hemingway, Sigmund Freud, Lion Feuchtwanger, Carl Zuckmayer, Franz Werfel und Arnold Zweig verbrannt.
- In der Straße „Beim Schlump“ befindet sich das Institut für die Geschichte der deutschen Juden. Wichtigster Forschungsauftrag des Instituts ist die Auswertung der reichen Archivalien zur Geschichte der Juden im Hamburger Raum von den Anfängen bis in die Gegenwart. In der Bundesstraße befindet sich das Lauder-Nord-Haus, das Beit Midrash (Lernhaus) der Ronald S. Lauder Foundation und der Jüdischen Gemeinde Hamburg, in der Rentzelstraße das jüdische Bildungszentrum Chabad Lubawitsch mit einem kleinen Synagogenraum.[23] Am Institut für Germanistik I der Universität Hamburg können die jiddische Sprache und Literatur studiert werden.[24]

- Im Hamburg-Haus am Doormannsweg trifft sich seit 2008 regelmäßig die Kehilat Beit Shira, die erste Masorti-Gemeinde in Norddeutschland. Die Gemeinde ist dem konservativen Judentum verpflichtet, aber gleichzeitig in jeder Hinsicht egalitär.

- Am Grindelhof, im literarischen Café Leonar gegenüber der ehemaligen Talmud- und Tora Schule gibt es den Jüdischen Salon am Grindel im Denkhaus. Das Geschäft Lechia in der Rentzelstraße hat mehr als hundert koschere Produkte im Sortiment. Die Bijoux SHALOM in der Grindelallee bietet Schmuck und Glas aus Israel an. Inzwischen haben sich weitere Geschäfte und Cafés dort angesiedelt.[25]

- In das Gebäude der ehemaligen Talmud-Tora-Schule ist auch die Verwaltung der jüdischen Gemeinde eingezogen. Allerdings ist vorgesehen, dass die Verwaltung und ein kleines jüdisches Museum in das Erdgeschoss des Gebäudes Rothenbaumchaussee 19 verlegt werden, weil die Räume in der Talmud-Tora-Schule für den Unterricht benötigt werden.[26]

Ehemalige jüdische Kultureinrichtungen – Umnutzungen:
(Auswahl)
- Die Synagoge an der Oberstraße hatte nach dem Ende des Zweiten Weltkriegs der damalige Nordwestdeutsche Rundfunk (NWDR) gemietet und zu einem Konzertsaal und Studio umgebaut. 1953 kaufte der NWDR das Haus von der Jewish Trust Corporation. Seit 1982 steht es unter Denkmalschutz. Nach der Renovierung wurde das Haus am 6. März 2000 nach dem früheren Intendanten der Hamburgischen Staatsoper und ehemaligen Leiter der Hauptabteilung Musik des NDR in Rolf-Liebermann-Studio umbenannt.[27]

- Die frühere Talmud-Tora-Schule übergab die Stadt am 30. Juni 2004 der Stiftung Jüdisches Leben, die die jüdische Gemeinde unter anderem zur Nutzung des Gebäudes und der Wiedereinrichtung einer Schule gegründet hat. Zum Schuljahr 2007/2008 zogen nach 66 Jahren wieder Kinder in das Gebäude ein. Der Schulunterricht wird im Geiste Joseph Carlebachs im Rahmen einer zweizügigen Ganztags-Grundschule durchgeführt. Die Finanzierung teilen sich die Stadt Hamburg, die jüdische Gemeinde und die Eltern. Auch der Kindergarten der jüdischen Gemeinde mit 60 Plätzen befindet sich wieder in dem Gebäude.

- Das Jüdische Altenhaus in der Sedanstraße wurde 1958 verkauft und durch einen Neubau an der Schäferkampsallee ersetzt. Das ehemalige Altenhaus ist jetzt ein katholisches Studentenwohnheim, das Franziskus-Kolleg. Am Gebäude erinnert eine Tafel an das Schicksal der früheren Bewohner.[28]

- In der Hartungstraße erinnern in den jetzigen Kammerspielen der Logensaal und das Café Jerusalem an die frühere Bestimmung des Gebäudes.

- Auf dem früheren Standort der Bornplatzsynagoge wurde mit Granitsteinen das frühere Deckengewölbe der Synagoge im Originalmaßstab im Boden nachgebildet. Der Platz erhielt den Namen des letzten Hamburger Großrabbiners vor dem Kriege Joseph Carlebach, der 1941 mit seiner Gemeinde deportiert und in das Lager Jungfernhof in der Nähe von Riga gebracht wurde. Am 26. März 1942 wurden Joseph Carlebach, seine Frau Charlotte und seine drei jüngsten Töchter Ruth, Noemi und Sara im Wald von Biķernieki bei Riga erschossen. Die Universität Hamburg verleiht alle zwei Jahre einen Joseph-Carlebach-Preis.

## Bildung

### Hochschulen

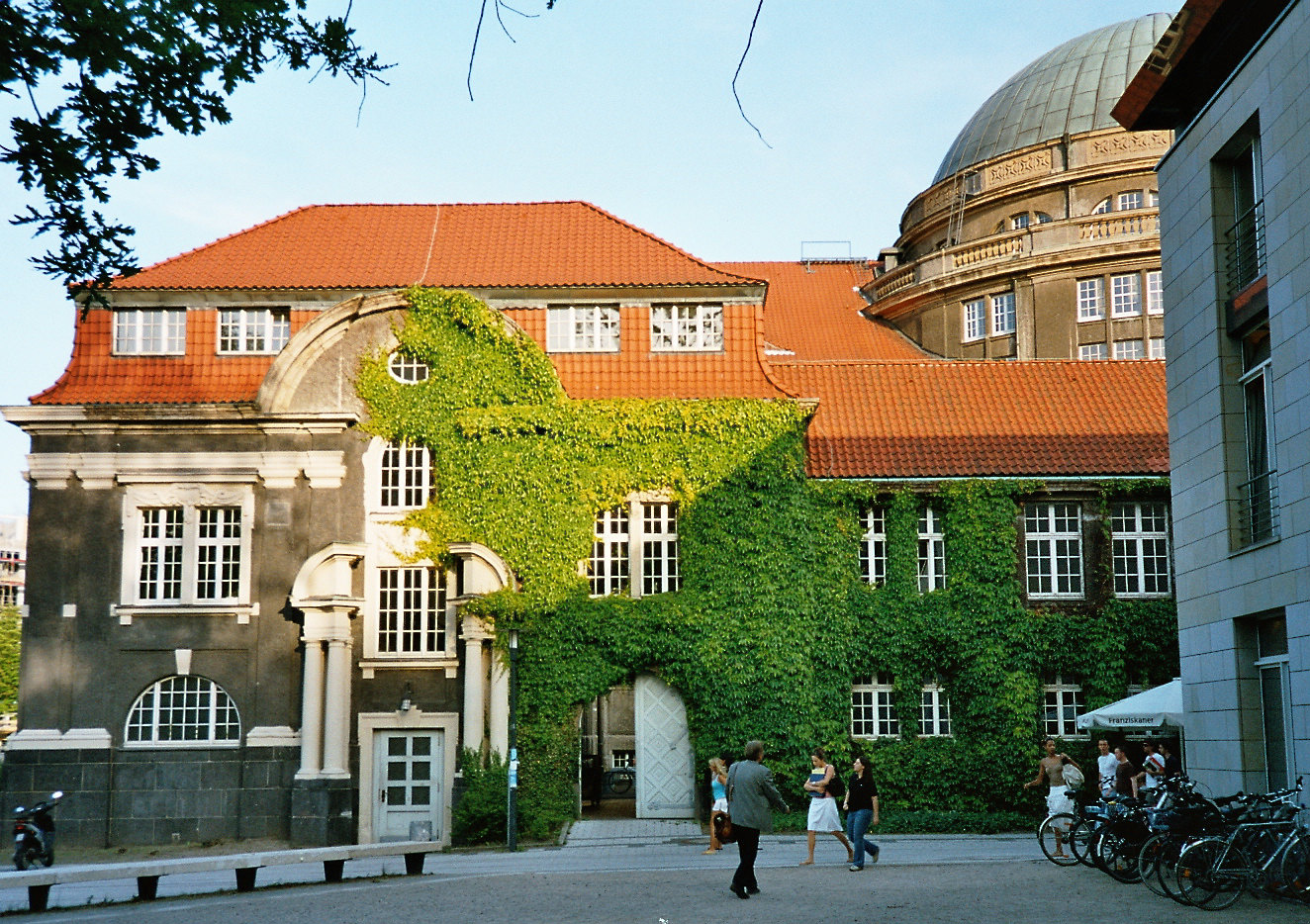
Westlicher Seitenflügel des Hauptgebäudes der Universität

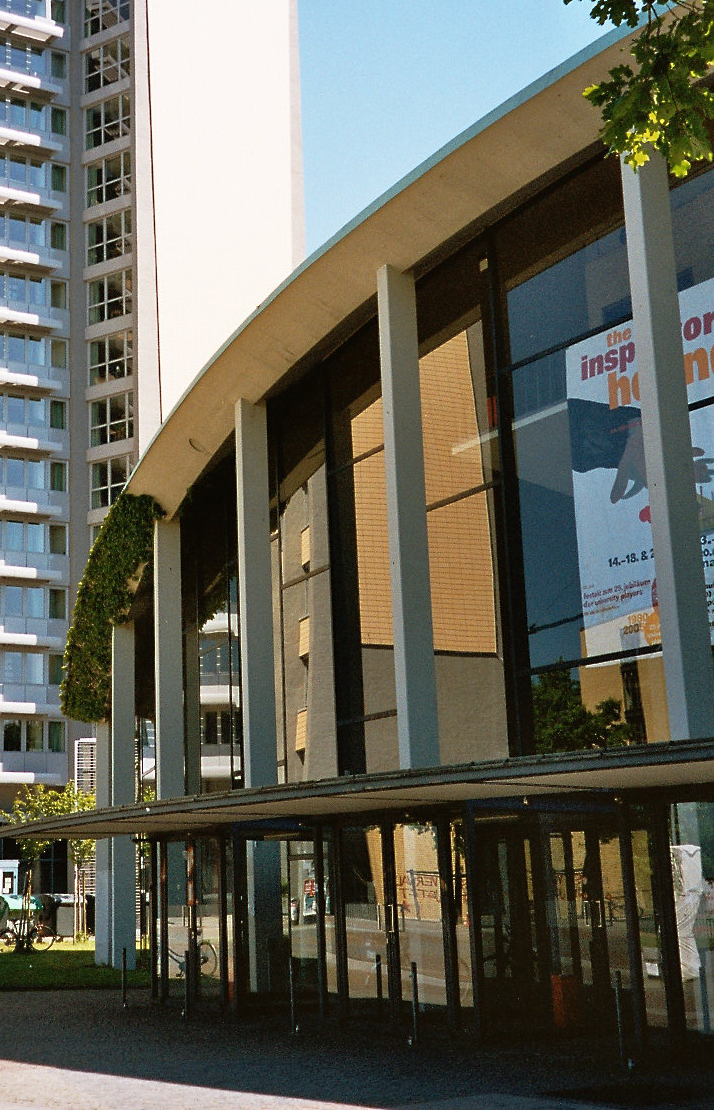
Audimax der Universität

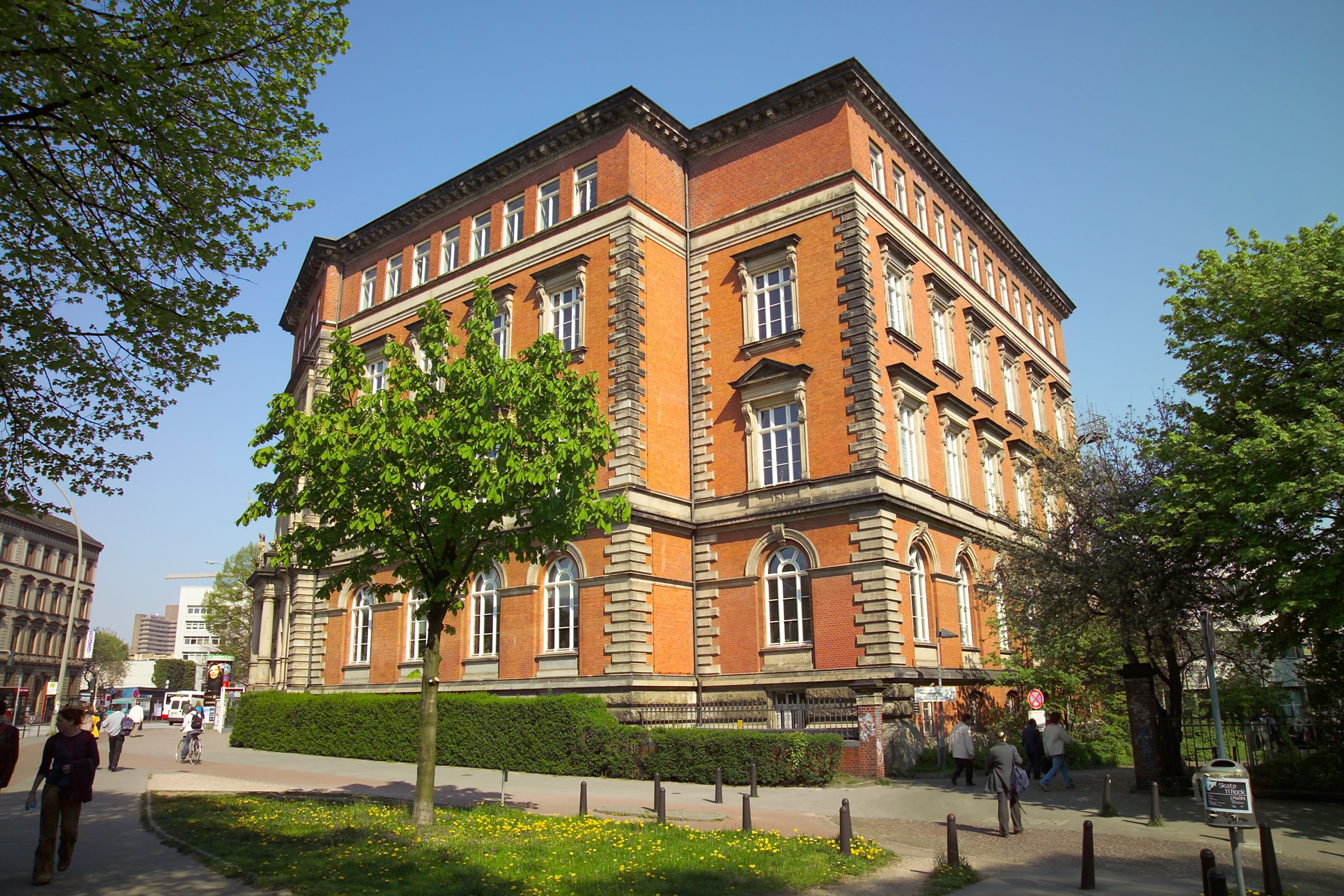
Altbau der „Staats- und Universitätsbibliothek Hamburg Carl von Ossietzky“

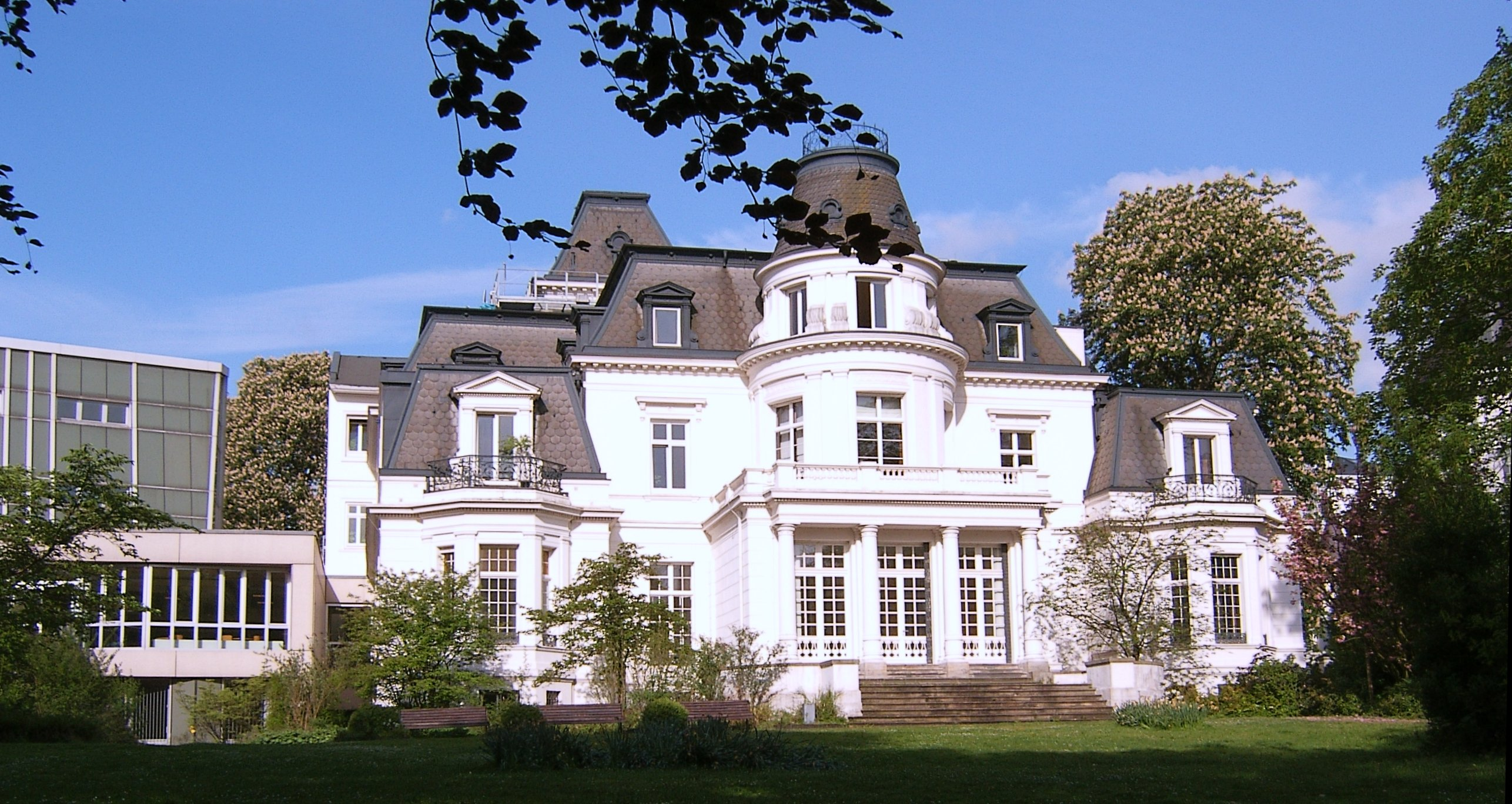
Die Hochschule für Musik und Theater Hamburg im Budge-Palais am Harvestehuder Weg an der Außenalster

#### Universität Hamburg
Die Universität Hamburg ist seit der Fusion mit der Hamburger Universität für Wirtschaft und Politik (HWP) 2005 die einzige Universität im Stadtteil und mit fast 40.000 Studierenden die fünftgrößte Universität Deutschlands. Sie beschäftigt etwa 850 Professorinnen und Professoren in Lehre und Forschung, darüber hinaus etwa 1800 wissenschaftlich Mitarbeitende sowie gut 7000 in Technik und Verwaltung, davon fast 6000 in der Fakultät für Medizin.
Mit 150 verschiedenen Gebäuden verteilt sich die Universität über die ganze Stadt, hat ihren örtlichen Mittelpunkt aber im Campus Von-Melle-Park, Salvador-Allende-Platz und Joseph-Carlebach-Platz im Stadtteil Rotherbaum und im angrenzenden Stadtteil Eimsbüttel.
Sie gehört zu den jüngeren deutschen Universitäten. Ihre Errichtung dokumentiert sich nicht in einem landesherrlichen Stiftungsbrief, sondern im Amtsblatt der Freien und Hansestadt Hamburg vom 1. April 1919 nach einem Beschluss der Hamburgischen Bürgerschaft.
Die Wurzeln der Universität reichen bis in das beginnende 17. Jahrhundert zurück. 1613 wurde in Hamburg das Akademische Gymnasium gegründet. Unmittelbare Vorläufer waren jedoch die Hamburgische Wissenschaftliche Stiftung 1907 und das Hamburgische Kolonialinstitut 1908 (Finanzierung von Forschungsreisen), die den Kern der neuen Universität bildeten.

#### Hochschule für Musik und Theater Hamburg
Im Budge-Palais in Hamburg-Rotherbaum ist mit der Hochschule für Musik und Theater Hamburg am Harvestehuder Weg eine der größten Musikhochschulen Deutschlands im Bezirk Eimsbüttel angesiedelt. Die Hochschule wurde 1950 als Staatliche Hochschule für Musik errichtet. Das Lehrangebot umfasst die künstlerische Ausbildung auf allen Gebieten der Musik und im Schauspiel. Weitere Abteilungen sind der Musikpädagogik, Schulmusik und Jugendmusikpflege gewidmet. Gegenwärtig werden circa 750 Studierende von 80 haupt- und 130 nebenberuflichen Lehrkräften ausgebildet. Ihnen stehen 58 Mitarbeiter in Verwaltung und Technik zur Seite. Ein besonderes Angebot ist der 1982 gegründete und inzwischen sehr erfolgreiche Kontaktstudiengang Popkurs.

### Weiterführende Schulen in den Stadtteilen

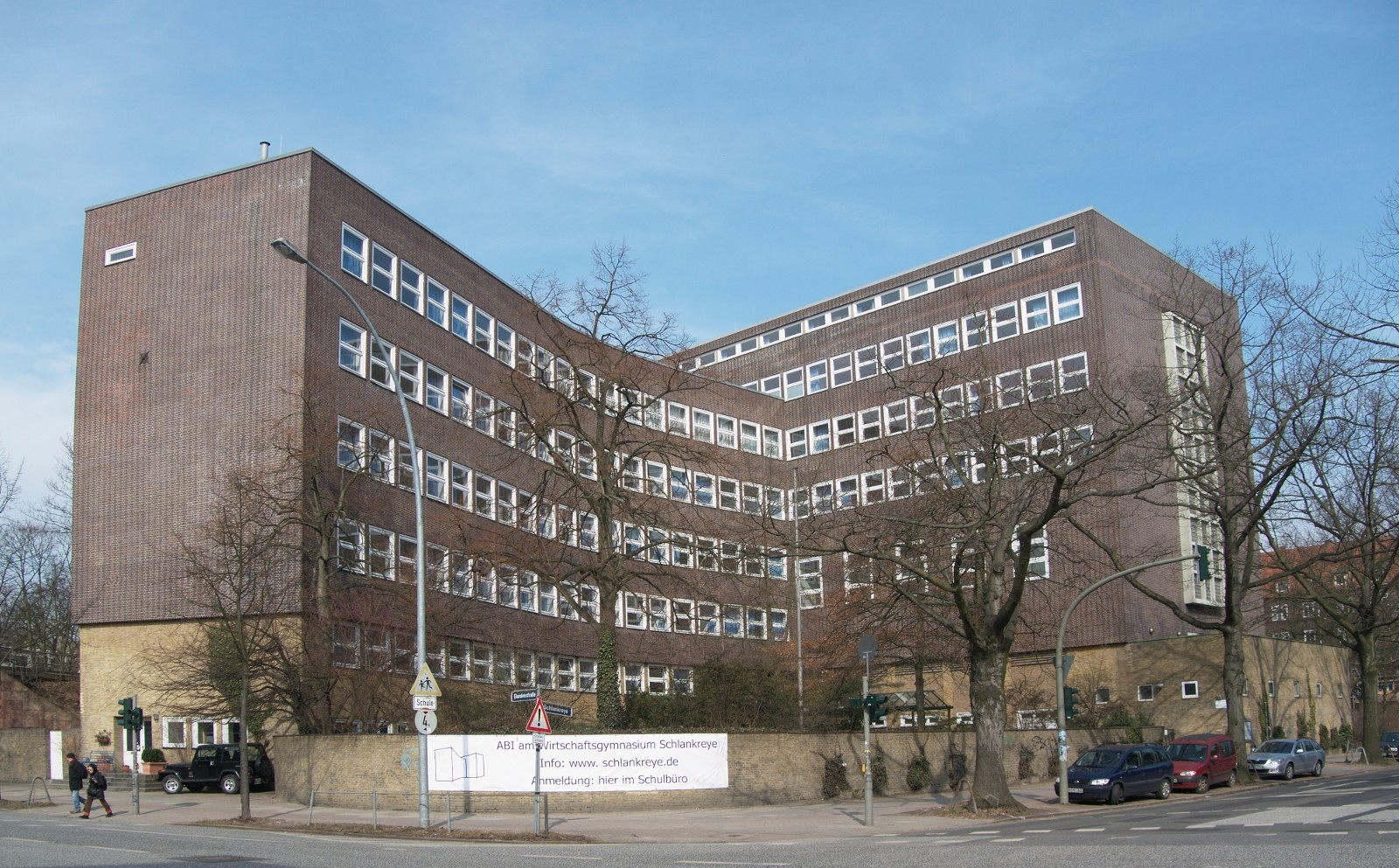
Berufliche Schule für Wirtschaft Hamburg-Eimsbüttel, Standort Schlankreye

- In Lokstedt

gibt es das Gymnasium Corveystraße (⊙). Eine Besonderheit ist die Französische Schule Hamburg, das Lycée Français de Hambourg «Antoine de Saint-Exupéry» am Hartsprung 23, in dem Abschlüsse gemacht werden können, die in Frankreich und Deutschland zum Studium berechtigen.
- In Stellingen

haben sowohl die Stadtteilschule Stellingen (am Brehmweg 60) als auch das Albrecht-Thaer-Gymnasium (⊙) einen bilingualen Spanischzweig. Das Albrecht-Thaer-Gymnasium verfügt außerdem über Bläserklassen und ein stark wachsendes musikalisches Angebot.
- Im Kerngebiet Eimsbüttel ist die höchste Gymnasialdichte in Hamburg zum einen mit

dem Gymnasium Kaiser-Friedrich-Ufer und dem Emilie-Wüstenfeld-Gymnasium (⊙). Ferner befindet sich die Berufliche Schule für Wirtschaft Hamburg-Eimsbüttel („BS 26“) mit angeschlossener Fachoberschule, Berufsoberschule und Fachschule Wirtschaft an Standorten in der Schlankreye 1 und in der Lutterothstraße 78/80 (⊙).
- Im Stadtteil Hoheluft-West

das im Jahr 2012 gegründete Gymnasium Hoheluft (⊙) in der Christian-Förster-Straße.
- In Harvestehude

das traditionsreiche Wilhelm-Gymnasium am Klosterstieg und als Besonderheit die auf Schwedisch unterrichtende Skandinavische Schule in Hamburg, die Skanskol (⊙), die Kinder von Klasse 1 bis 6 unterrichtet in der Brahmsallee. Ferner befinden sich hier die Ida-Ehre-Schule (früher Jahnschule) und das Helene-Lange-Gymnasium.
- In Niendorf

die Gymnasien Bondenwald und Ohmoor (⊙) und die Stadtteilschule Niendorf (⊙) sowie die Berufliche Schule Niendorf („W 3“, ⊙) mit ihrer Ausbildung im sozialpädagogischen Bereich, speziell zum Sozialpädagogischen Assistent (früher: Kinderpfleger).
- In Eidelstedt

das Gymnasium Dörpsweg (⊙), die Stadtteilschule Eidelstedt (⊙) und die Staatliche Berufsschule („G12“, ⊙).
- In Schnelsen

die Julius-Leber-Stadtteilschule (⊙), eine der größten Stadtteilschulen im Bezirk.
- In Rotherbaum

das katholische Gymnasium Sophie-Barat-Schule in der Warburgstraße, das bis 2013 von einer Schwester des Sacré-Cœur-Ordens geleitet wurde, die Staatliche Gewerbeschule Installationstechnik („G2“, ⊙) in der Bundesstraße, die Staatliche Jugendmusikschule Hamburg (⊙) am Mittelweg.

## Sport
Der größte Sportverein Eimsbüttels ist mit 11.500 Mitgliedern der 100-jährige Eimsbütteler Turnverband (ETV), früher hochklassiger Fußballverein, mit eigener Sporthalle und zwei Kunstrasenplätzen an der Bundesstraße und Tennis- und Rasenplatzanlage am Lokstedter Steindamm. Auch zu den größten Sportvereinen Hamburgs gehören heute die echten Stadtteilvereine Niendorfer TSV (mehr als 8000 Mitglieder), Grün-Weiss Eimsbüttel mit seinem Stadion in Nordwest-Eimsbüttel („Tiefenstaaken“) (mehr als 2500 Mitglieder) und der SV Eidelstedt (mehr als 5000 Mitglieder).
Ein weiterer traditionsreicher Eimsbütteler Sportverein ist der Hamburg Eimsbütteler Ballspiel Club (HEBC) mit seinen Hartplatz-Courts, dem Reinmüller-Sportplatz, inmitten des Kerngebietes an der Tornquiststraße, südlich der Osterstraße.
Der SC Victoria Hamburg liegt zwar mit seinem Fußballstadion Ecke Lokstedter Steindamm/Martinistraße in Eppendorf im Bezirk Hamburg-Nord, allerdings mit seinem Tennis- und Sportzentrum und seinen neuen Kunstrasen-Fußballplätzen ebenfalls am Lokstedter Steindamm, jedoch auf der anderen Straßenseite und damit in Lokstedt.

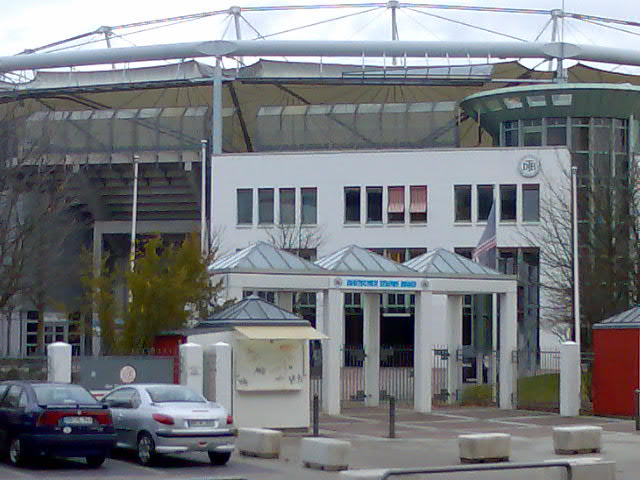
Das Tennisstadion am Rothenbaum, gesehen von der Hallerstraße

Im Stadtteil Harvestehude, an der Hallerstraße zwischen Rothenbaumchaussee und Mittelweg, liegt das Tennisstadion am Rothenbaum. Das ATP-Turnier von Hamburg (offiziell International German Open) ist ein deutsches Herren-Tennisturnier, das jährlich am Hamburger Rothenbaum ausgetragen wird. Der Wettbewerb gehörte bis 2008 zur Masters-Serie der ATP und hieß bis dahin Hamburg Masters. Seit 2009 ist es Bestandteil der ATP World Tour 500. Es wird seit 1894 auf dem Areal des heutigen Rothenbaums, zunächst unter der Regie des Clubs an der Alster, später dann als Veranstaltung des Deutschen Tennis-Bundes, der dort auch seinen Sitz hat, regelmäßig im Juli veranstaltet. Seit Anfang 2009 ist der frühere Weltklassespieler Michael Stich als Nachfolger von Carl-Uwe Steeb Direktor des Tennisturniers.
Der Hamburger SV weihte 1911 seinen Sportplatz Rotherbaum, später Rothenbaum-Stadion, zwischen St.-Johannis-Kirche und Rothenbaumchaussee ein, die Geschäftsstelle lag auf der anderen Straßenseite. Nach Abriss des Stadions im Jahre 1997 und nach Bebauung des ehemaligen Stadiongeländes, unter anderem mit einem Medienzentrum und dem Umbau des Volksparkstadions, wurde die Geschäftsstelle in das heutige Volksparkstadion verlegt. Das neue Amateurstadion, der Sportpark Eimsbüttel, befindet sich an der Hagenbeckstraße im Stadtteil Stellingen.

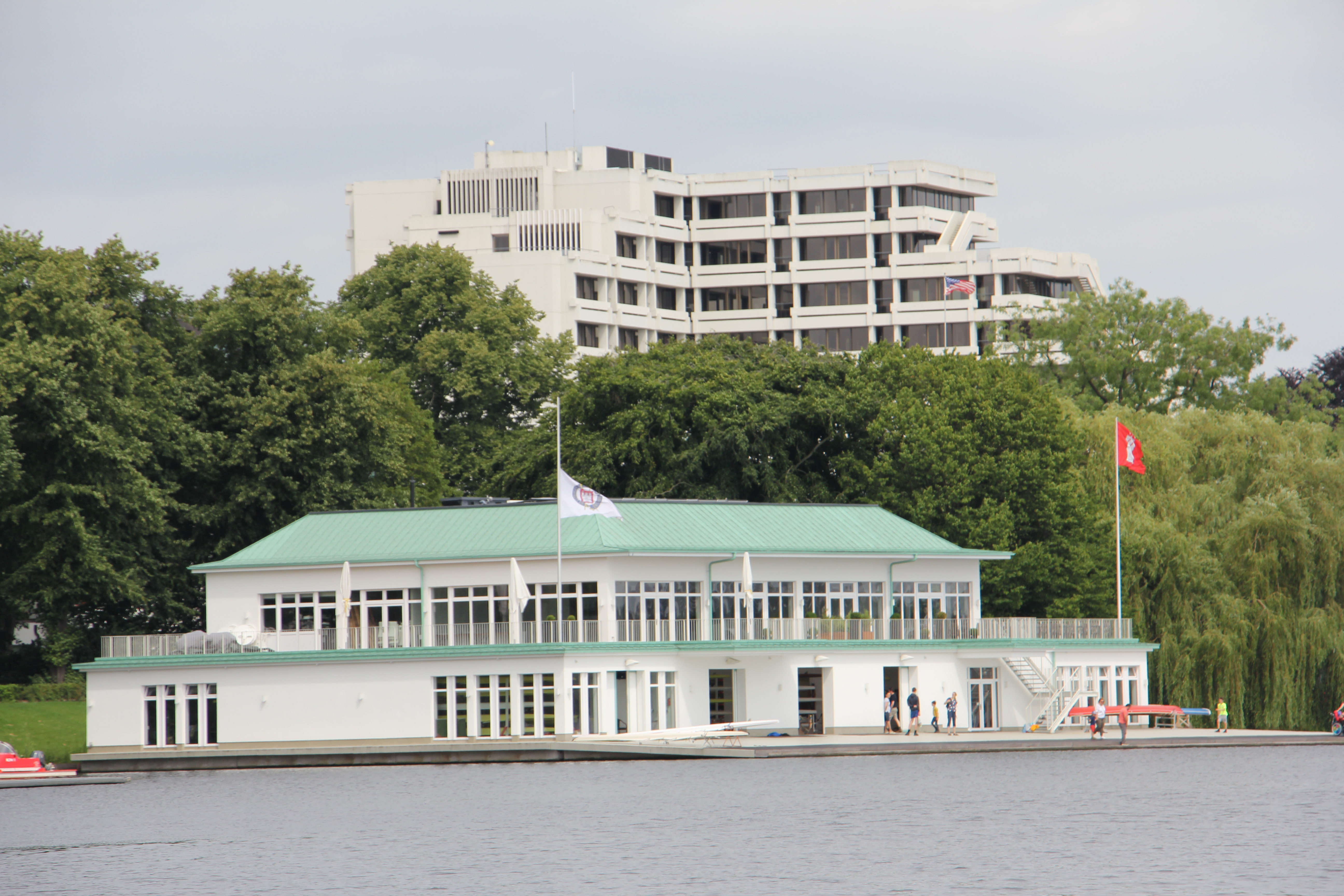
Blick von der Außenalster auf das Clubhaus des Hamburger und Germania Ruder-Clubs

Im Sportpark Eimsbüttel an der Hagenbeckstraße befindet sich außer dem Fußballstadion, einem weiteren Rasenfußballplatz sowie zwei Grandplätzen eine weithin sichtbare, mit einer eigenwilligen Zeltkonstruktion versehene Kombination aus Radrennbahn und Eisstadion, eine Curling-Halle und mehrere Tennisplätze sowie eine Tennishalle.
Am Ufer der Außenalster, Alsterufer 21 im Stadtteil Rotherbaum, ist der 1836 gegründete und somit älteste deutsche Ruderclub Der Hamburger und Germania Ruder Club ansässig. Der Club ist nach dem 1818 gegründeten Leander Boat Club in Henley-on-Thames (Großbritannien) der zweitälteste Ruderclub der Welt. Direkt daneben liegt der 1854 gegründete und damit zweitälteste Ruderclub Deutschlands, der Ruder-Club Favorite Hammonia.
Auf der Eimsbütteler (Harvestehuder) Seite der Alster kann man an drei Stellen segeln. Der gemeinnützige Alster-Jugend Segelclub hat seine Boote am Fährdamm 12, dem Anleger vor dem Restaurant Cliff. Der kommerzielle Bootsvermieter Bodos Bootssteg ist am Harvestehuder Weg 1b und bei der Jollengemeinschaft Alsterufer direkt an der Kennedybrücke, Am Alsterufer 2, bietet die Ostsee-Segler-Gemeinschaft Segelkurse an.

## Wirtschaft

Weltbekannte Produktreihe der hier ansässigen Beiersdorf AG

### Allgemeine Wirtschaftsunternehmen
In der Beiersdorfstraße in Hoheluft-West befindet sich der Sitz der Beiersdorf AG, die 2024 mit ihren bekannten Marken wie Nivea, Eucerin, Hansaplast, La Prairie, Chantecaille oder tesa mit weltweit mehr als 20.000 Mitarbeitern einen Umsatz von 9,9 Milliarden Euro erzielte.
Einer der drei Hauptstandorte des TÜV Nord in Deutschland befindet sich in Hamburg-Stellingen.
In der Stresemannallee in Lokstedt steht das deutsche Werk von NXP Semiconductors. Das früher zum Philips-Konzern gehörige Halbleiterwerk beschäftigt in Hamburg circa 2.000 Mitarbeiter (Stand April 2010). Am 19. August 2010 teilte das Unternehmen mit, dass es vom Bundesministerium des Innern den Auftrag für die Lieferung der Speicherchips für den neuen Bundespersonalausweis bekommen hat.
Der Medizingerätehersteller Weinmann am Kronsaalsweg in Stellingen exportiert 52 Prozent seiner Produkte ins Ausland. Notfallausrüstungen für Krankenwagen und andere Produkte des Konzerns ergaben im Jahre 2009 einen Umsatz von 70,5 Millionen Euro.
Schräg gegenüber dem Dammtorbahnhof liegt zwischen dem Alsterglacis und den Alsterterrassen der Gebäudekomplex der HanseMerkur Versicherungsgruppe. Das bundesweit agierende Unternehmen hat mehr als 1.740 Mitarbeiter und im Jahre 2010 Beitragseinnahmen von über 962,2 Millionen Euro und Kapitalanlagen von 3.628,8 Millionen Euro.

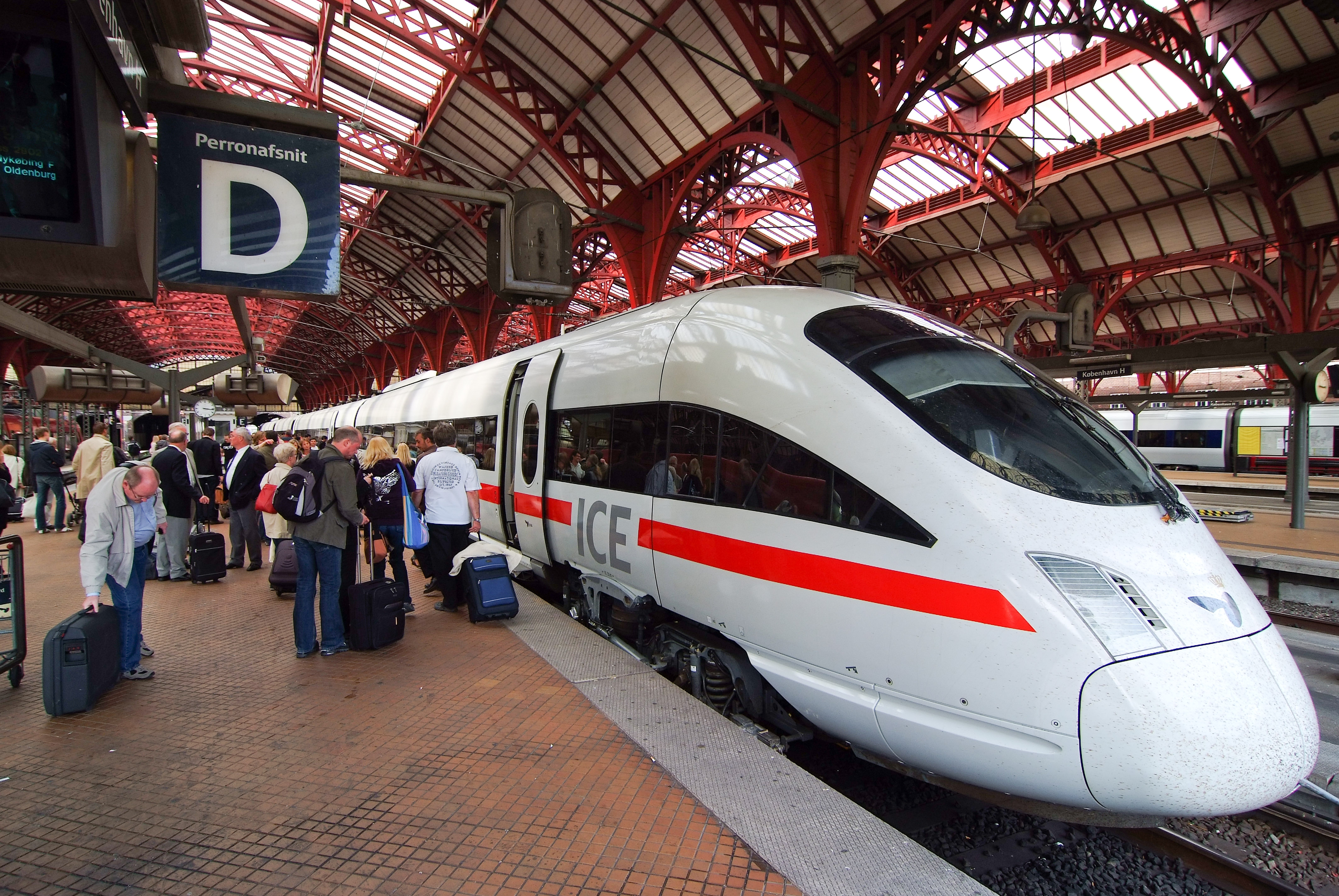
Eidelstedter ICE TD in Kopenhagen Hauptbahnhof

Im Bahnbetriebswerk Hamburg-Eidelstedt können gleichzeitig acht ICE-Vollzüge auf drei Ebenen von rund tausend Mitarbeitern gewartet werden. Es ist Heimatbahnhof aller 59 Züge der ICE-1-Reihe und der 19 Einheiten des ICE TD. Außerdem ist das Betriebswerk Heimatbahnhof und Wartungszentrum der 145 Elektro-Lokomotiven der DB-Baureihe 101.
Direkt am S-Bahnhof Hamburg-Eidelstedt an der Reichsbahnstraße steht mit dem früheren Tivoli Malz-Werk das größte Werk der GlobalMalt-Gruppe. Jährlich können hier bis zu 110.000 Tonnen Pilsener Malz hergestellt werden. Neben den Brauereien in Norddeutschland wird das Malz auch in die skandinavischen Länder und per Container in alle Welt exportiert. Die verarbeitete Braugerste kommt überwiegend aus Norddeutschland und aus Dänemark.

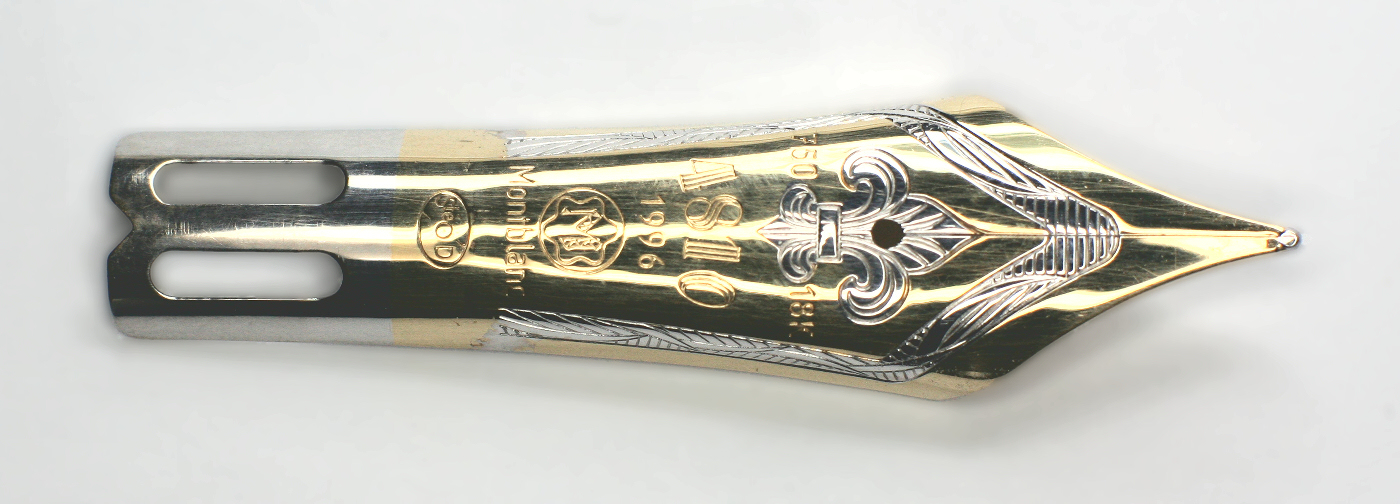
Montblanc-Feder

Ebenfalls in Eidelstedt ist die Hauptverwaltung des zur Schweizer Richemont-Gruppe gehörenden führenden Hersteller für Schreibgeräte Montblanc ansässig. In Hamburg arbeiten 650 der 2.500 Beschäftigten. Der Umsatz des Unternehmens wird nicht veröffentlicht, er wurde für das Geschäftsjahr 2005 auf 350 bis 450 Millionen Euro geschätzt. In die Presse schaffte es die Firma Montblanc, nachdem bekannt geworden war, dass 115 Abgeordnete des Deutschen Bundestages Schreibgeräte der Firma Montblanc im Gesamtwert von 68.888 Euro bestellt hatten.
Die Müllverbrennungsanlage Stellinger Moor verbrannte 2009 mehr als 143.000 Tonnen Abfall. Sie erzeugte dabei rund 54 Millionen Kilowattstunden Strom und zudem durch Kraft-Wärme-Kopplung mehr als 51 Millionen Kilowattstunden Fernwärme, mit der das jetzige Volksparkstadion, die O2 World Hamburg, die Volksbank Arena sowie rund 12.000 Hamburger Haushalte versorgt wurden.
In der Straße Nedderfeld und ihren Nebenstraßen sowie in der Kollaustraße im Stadtteil Lokstedt befindet sich auf knapp zwei Kilometern die so genannte „Hamburger Automeile“. 18 Automarken, zum Teil mit ihren Hamburger Niederlassungen, präsentieren praktisch alle gängigen Modelle. Außerdem hat hier die ALD Automotive, gegründet 1968 als Dello Leasing GmbH & Co., ihren Sitz. 1984 wurde die Deutsche Bank Mehrheitsgesellschafter und 2001 wurde die ALD Tochter der französischen Bank Société Générale und ist heute eine der weltweit größten markenunabhängigen Leasinggesellschaften mit einem Bestand von 42.400 Fahrzeugen und einem Umsatz von über 400 Millionen Euro (Stand 2006).
Im Bezirk befindet sich kein überregionales Einkaufszentrum. Vielmehr sind in den meisten Stadtteilzentren Nahversorgungszentren angesiedelt. Überregional bedeutende Einzelhandelsunternehmen ist der größte Baumarkt Europas der Firma Bauhaus direkt an der Ausfahrt Stellingen der Bundesautobahn 7 sowie eines der drei Hamburger Häuser der IKEA-Kette direkt an der Ausfahrt Schnelsen-Nord der A 7. Das erste Hamburger Möbelhaus der Höffner-Gruppe liegt direkt an der Ausfahrt Eidelstedt der Bundesautobahn 23. Der Ansiedelung von Höffner ging eine jahrelange Auseinandersetzung mit Bürgerinitiativen in Eidelstedt voraus.

### Medienunternehmen

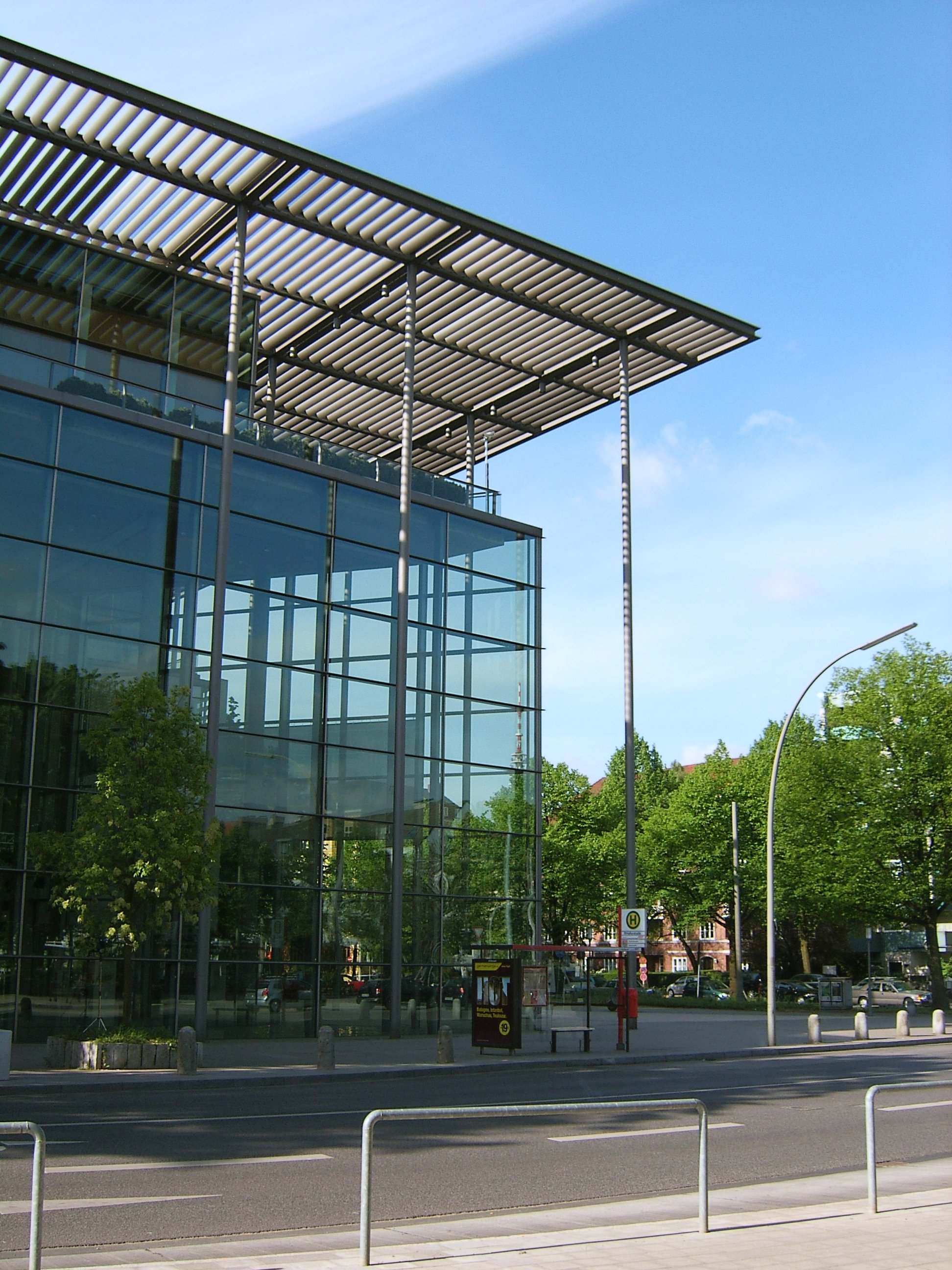
Medienzentrum Rothenbaum

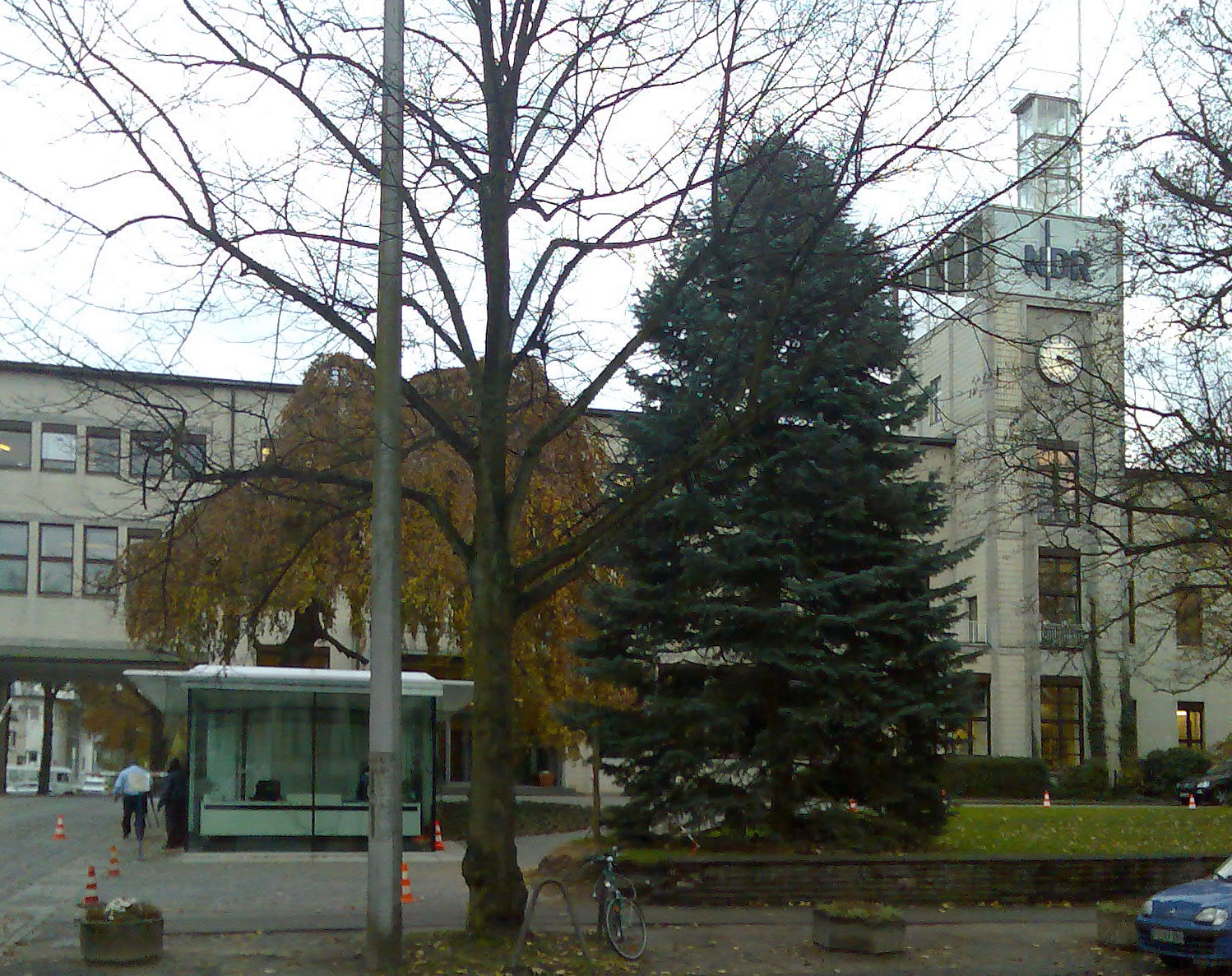
Zentrale des NDR an der Rothenbaumchaussee

An der Rothenbaumchaussee liegt ein Medienzentrum, das um einen ehemaligen Hochbunker und auf dem Gelände des früheren Fußballstadions Rotherbaum gebaut wurde. Hier betreibt unter anderen der Fernsehjournalist und -Moderator Johannes B. Kerner sein eigenes Produktionsunternehmen J. B. K. TV-Production und Studios für seine Sendungen. Aus demselben Gebäude sendet Hamburgs lokaler Fernsehsender Hamburg 1.
In der Rothenbaumchaussee 132 liegt das Landesfunkhaus Hamburg und die Zentrale des Norddeutschen Rundfunks (NDR), der zweitgrößten Anstalt (nach dem WDR) der öffentlich-rechtlichen ARD-Anstalten. Mit insgesamt über 3.500 Mitarbeitern an vier Hauptstandorten in Norddeutschland ist er einer der größten Arbeitgeber Hamburgs.
Im Gazellenkamp im Stadtteil Lokstedt sind die Fernsehstudios des NDR. Außerdem ist hier seit 1977 die zentrale Fernseh-Nachrichtenredaktion der ARD, ARD-aktuell. Dort werden Tagesschau, Tagesthemen, Nachtmagazin, das spezielle Nachrichtenmagazin EinsExtra Aktuell des Digitalsenders EinsExtra und Tagesschau24 produziert, wobei alle Formate live aus Lokstedt gesendet werden.
Im Mittelweg im Stadtteil Harvestehude ist die Zentrale der Deutschen Presse-Agentur (dpa). Die redaktionellen Mitarbeiter arbeiten allerdings seit 2010 hauptsächlich in Berlin. Die größte deutsche Agentur dieser Art ist im Besitz von Zeitungsverlegern, Medienunternehmern und Rundfunkanstalten.
Ebenfalls am Mittelweg war der 1975 gegründete Kino Verlag mit seiner Zeitschrift CINEMA ansässig, der ab 1990 mit anderen Verlagsteilen zur Verlagsgruppe Milchstraße wurde. Nach 30 Jahren, in denen viele Zeitschriften (TV Spielfilm, Fit for Fun, Max, Kino, Video Plus, Bellevue, Amica etc.) vor allem im Lifestyle und Fernsehbereich in den Markt eingeführt wurden, gehört sie seit Ende 2004 zum Münchener Medienkonzern Hubert Burda Media und dort zum Bereich Burda News Group. Die Verlagsgruppe Milchstraße hat ihren Sitz seit 2009 im Christoph-Probst-Weg im Stadtteil Eppendorf.
Am Harvestehuder Weg hat die Ganske-Verlagsgruppe ihren Sitz. Sie ist die Holding einer mittelständischen Unternehmensgruppe, die 18 Unternehmen mit rund 2000 Beschäftigten zusammenfasst. Schwerpunkt der Unternehmenstätigkeit sind Bücher, Zeitschriften, elektronische Medien und der Handel. Zu ihr gehören unter anderem renommierte Verlage wie Hoffmann und Campe, Gräfe und Unzer und der Jahreszeiten Verlag.
An der Ecke Johnsallee/Heimhuder Straße im Stadtteil Rotherbaum sind die Internationalen Musikverlage Hans Sikorski ansässig. Sie wurden im Jahr 1935 in Berlin gegründet. Seit 1946 ist die Verlagsgruppe in Hamburg ansässig und umfasst als Sikorski-Gruppe inzwischen mehr als 30 Verlage in Deutschland, im übrigen Europa und den USA. Die Geschäftsführerin Dagmar Sikorski-Großmann ist auch Präsidentin des Deutschen Musikverleger-Verbandes.

## Krankenhäuser
Unmittelbar hinter der östlichen Bezirksgrenze, und damit im Bezirk Hamburg-Nord, befindet sich das überregional bedeutende Universitätsklinikum Eppendorf (UKE). Dennoch befinden sich auch im Bezirk Eimsbüttel einige bedeutende Kliniken:
- In Schnelsen verfügt das Albertinen-Krankenhaus (⊙) über 628 Betten und versorgt jährlich mit fast 1.100 Mitarbeitern rund 60.000 ambulante und stationäre Patienten mit den Schwerpunkten Herz und Gefäße, Schlaganfall und Geriatrie.
- Am Standort Hohe Weide Ecke Bundesstraße im Kerngebiet Eimsbüttel entstand das Diakonie-Klinikum Hamburg (⊙) in dem die bisherigen Kliniken Elim (bisher schon Hohe Weide), Alten Eichen Stellingen und Bethanien Eppendorf aufgegangen sind. Am neuen Standort mit 385 Betten sollen vor allem die Schwerpunkte Geriatrie, Diabetologie, Handchirurgie, Plastische Chirurgie und Gynäkologie ausgeführt werden. Da ein Teil des neuen Gebäudes auf den kommunal-öffentlichen Sportplätzen errichtet wurde, gab es hierüber Auseinandersetzungen mit einer örtlichen Initiative.[43]
- Am fachärztlichen Krankenhaus Jerusalem (⊙) am Moorkamp/Ecke Schäferkampsallee werden pro Jahr über 7.000 Eingriffe in den Bereichen Gynäkologie (mit angeschlossenem Mammazentrum Hamburg), HNO und Orthopädie durchgeführt. Eine Besonderheit ist hier das Restaurant Santé, dass nicht nur für die Patienten, sondern für jedermann zugänglich ist.

## Sonstiges

### Persönlichkeiten

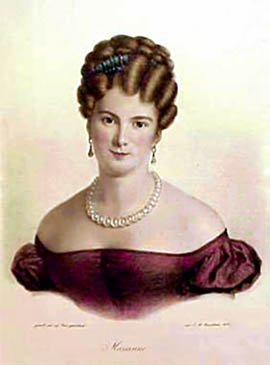
Marianne Ruaux (1827)

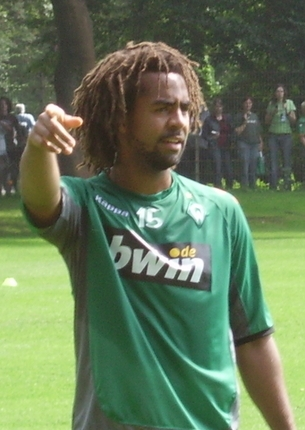
Der Fußballer Owomoyela im Trikot von Werder Bremen (2007)

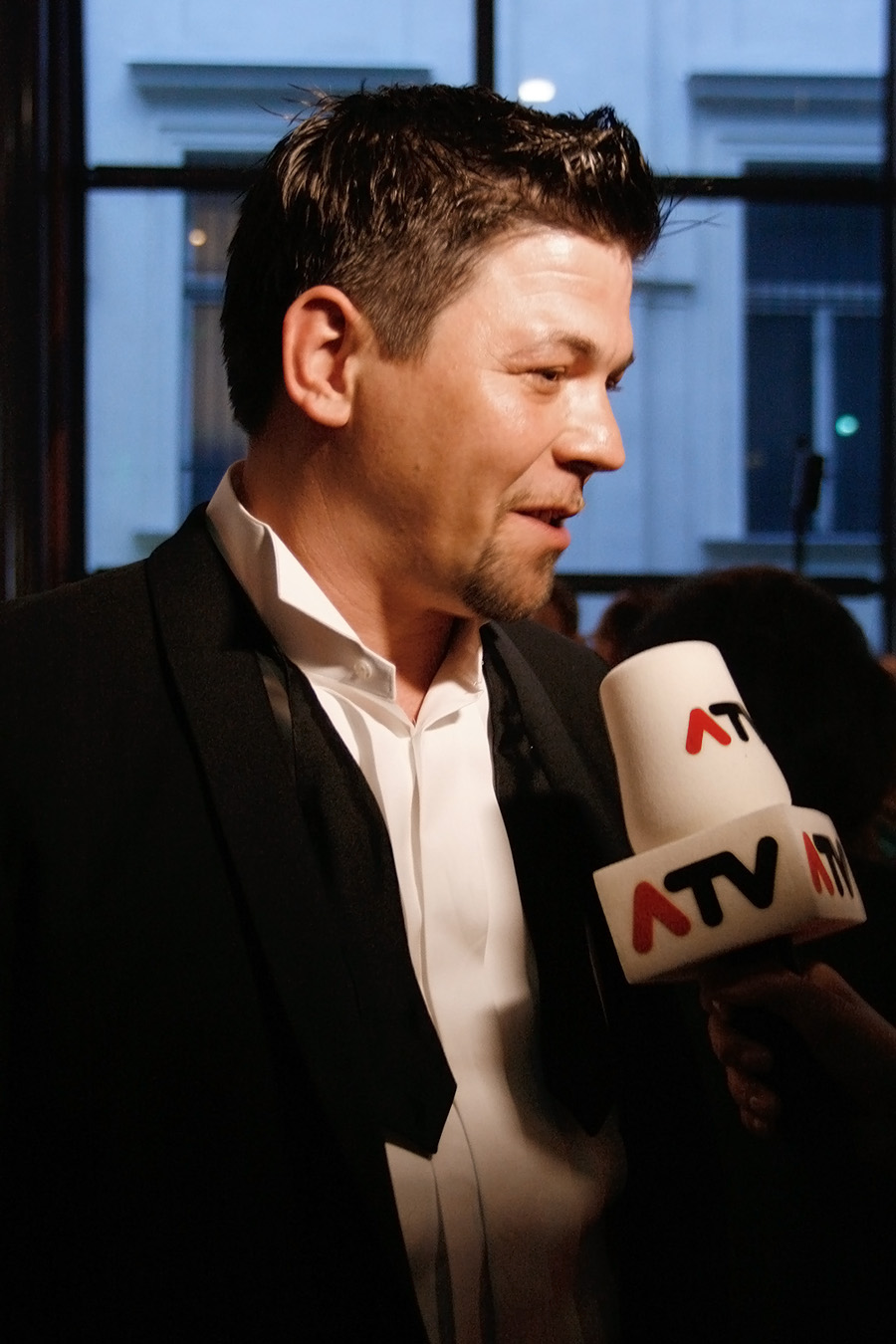
Tim Mälzer (2010)

- Die Eimsbütteler Gastwirtstochter Marianne Ruaux (1802–1882) fand als die schöne Marianne Eingang in Literatur und Film.
- Der Liedertexter und Boxpromoter Walter Rothenburg wurde 1889 in Eimsbüttel geboren. Er starb 1975 in Ascona. Sein bekanntestes Lied ist So ein Tag, so wunderschön wie heute!
- Der Professor für Rhetorik, Altphilologe und Literaturhistoriker, Schriftsteller, Kritiker und Übersetzer Walter Jens (* 8. März 1923; † 9. Juni 2013 in Tübingen) war als Jugendlicher in den 1930er Jahren Fußball-Torhüter beim Eimsbütteler TV. Der Verein war zu dieser Zeit einer der erfolgreichsten in Norddeutschland und wurde zwischen 1934 und 1942 fünfmal Meister der Gauliga Nordmark.
- Der Journalist und Fernsehmoderator Ulrich Wickert lebt mit Ehefrau Julia Jäkel in Harvestehude.
- Der Fußball-Nationalspieler Patrick Owomoyela spielte in der Jugend bei Grün-Weiss Eimsbüttel und dem TSV Stellingen 88.
- Der Musiker König Boris (eigentlich Boris Lauterbach) (Fettes Brot) wuchs in Eimsbüttel auf.
- Der Schauspieler Til Schweiger bewohnte mit Dana Schweiger und den gemeinsamen Kindern Valentin Florian (* 1995), Luna (* 1997) und Emma (* 2002) ein Haus im Niendorfer Gehege.
- Die US-amerikanische Rockmusikerin italienisch/ungarischer Herkunft Suzi Quatro wohnt ebenfalls in Niendorf.
- Der deutsche Hip-Hop-, Reggae-, Soul- und Funk-Musiker Jan Delay wohnt im Grindelviertel.
- Der deutsche Fernsehmoderator, Sänger und Komiker Karl Dall wohnte in der Nähe des Klostersterns in Harvestehude.
- Der Texter und Rapper der deutschen Hip-Hop-Gruppe Die Fantastischen Vier Smudo wohnt mit seiner Familie in einer Altbauwohnung in Eimsbüttel.
- Der Fernsehmoderator Oliver Geissen wohnte mit seiner Ehefrau, der Schauspielerin Christina Plate in Pöseldorf.
- Der Fernsehkoch Tim Mälzer wohnt im Grindelviertel.
- Die Hip-Hop-Band Beginner und der Rapper Samy Deluxe stammen aus Eimsbüttel. Ihre ehemalige Plattenfirma trägt den Namen Eimsbush.
- Der deutsche Schachgroßmeister und Pokerspieler Matthias Wahls hat seine schachlichen Wurzeln beim SK Union Eimsbüttel.
- Die Vizepräsidentin des DFB, Hannelore Ratzeburg begann ihre Fußballkarriere bei West-Eimsbüttel.

### Stadtteilpartnerschaften
Eimsbüttel hat eine Stadtteilpartnerschaft mit der bulgarischen Hafenstadt Warna und mit der niederländischen Stadt Dordrecht.

### Tierheim
In der Lokstedter Grenzstraße, zwischen Hagenbecks Tierpark und der U-Bahn, unterhält der Bund gegen Missbrauch der Tiere das privat finanzierte Franziskus-Tierheim.

## Verkehr

### Straßenverkehr

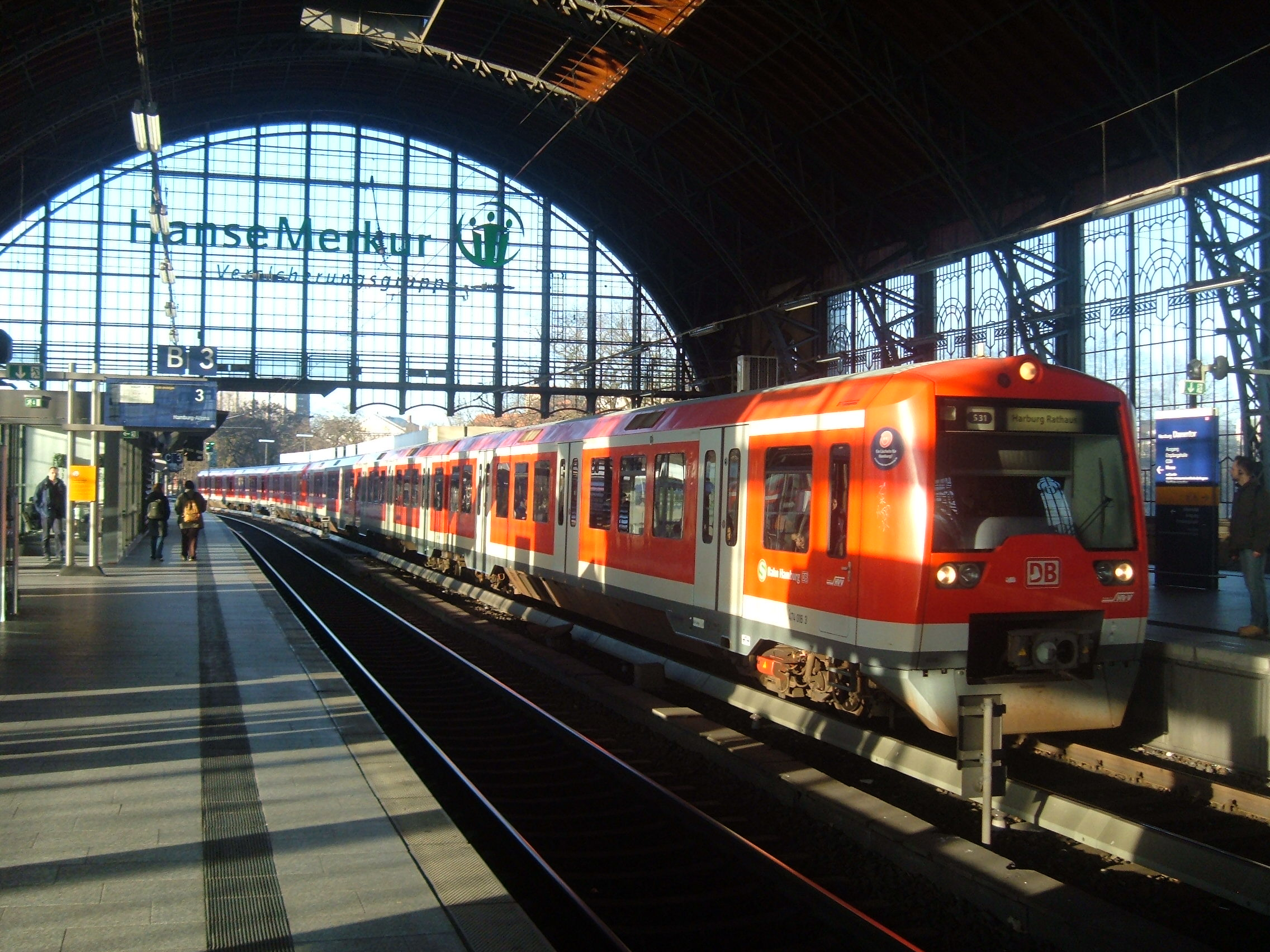
S-Bahn im Bahnhof Hamburg Dammtor

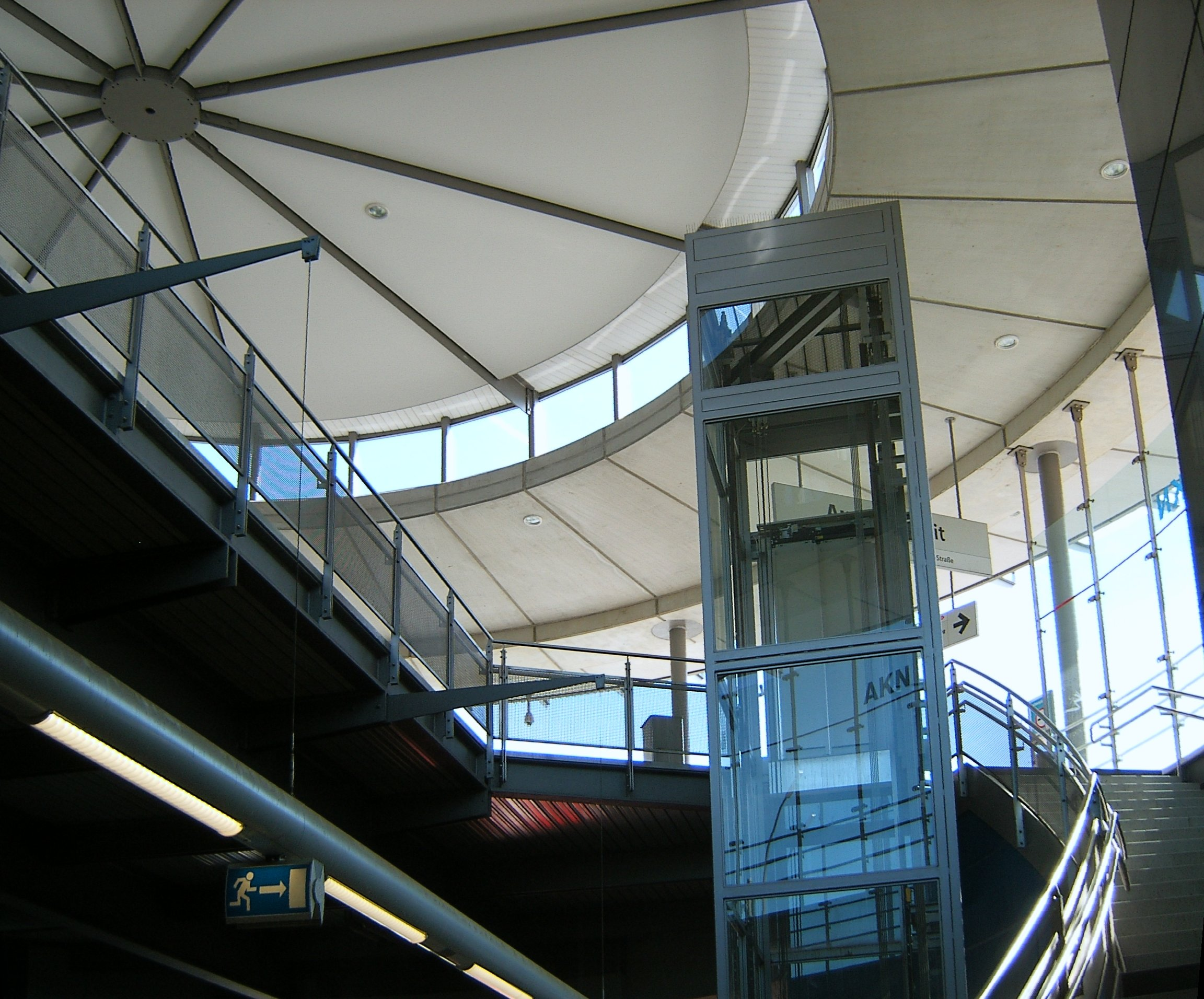
Innenansicht der Station Eidelstedt Zentrum der AKN

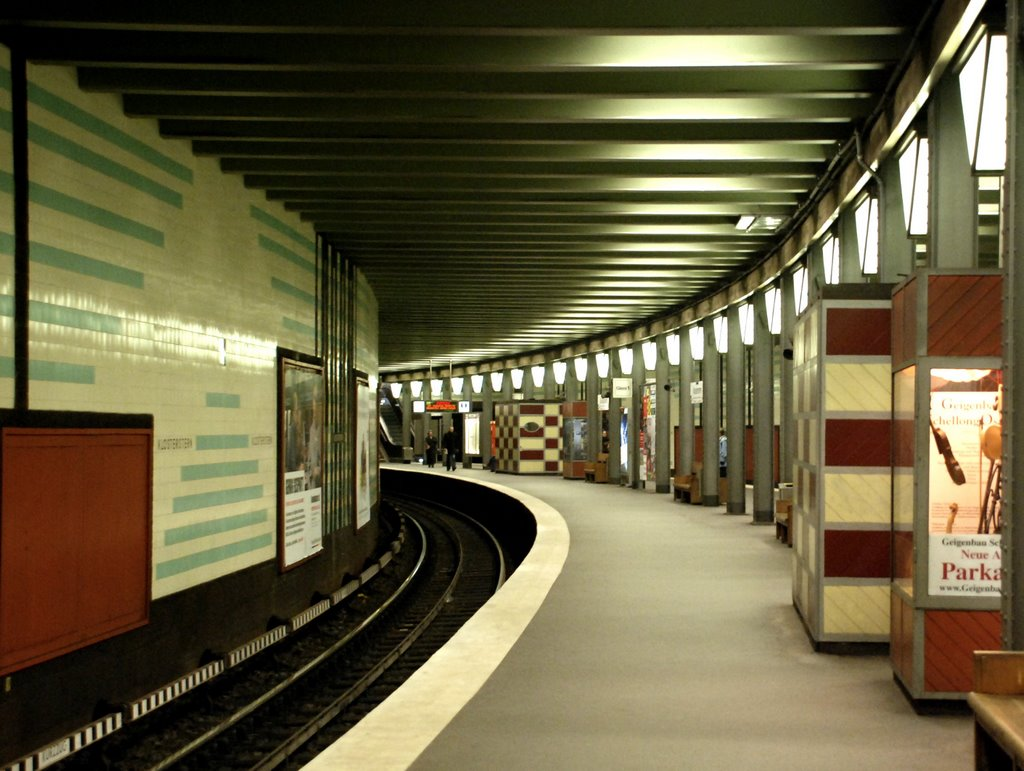
U-Bahn-Station Klosterstern der Linie U1

Die A 7 / E 45 sowie die A 23 führen durch den westlichen Teil des Bezirks. In den 1960er Jahren wurde die Autobahn im Bezirk Eimsbüttel als Umgehung des Eidelstedter Zentrums, über den bis dahin der Nord-Süd-Verkehr führte, gebaut. Nach der Eröffnung des neuen Elbtunnels 1975 und des Lückenschlusses zur dänischen Grenze im Jahr 1978 wurde sie zur wichtigen europäischen Nord-Süd-Achse. Die Anschlussstellen Hamburg-Stellingen, Hamburg-Schnelsen und Hamburg-Schnelsen-Nord der A 7 / E 45 sowie Hamburg-Eidelstedt der A 23 liegen im Bezirk. In den Stadtteilen Stellingen (980 m) und Schnelsen (560 m) soll die Autobahn nach einem geplanten acht-streifigen Ausbau in unterschiedlicher Länge aus Lärmschutzgründen überdeckelt werden. Auf dem Deckel sollen öffentliche Grünanlagen entstehen.

### Schienenverkehr

#### Fernbahn
Der wichtigste Fernverkehrsbahnhof für die Deutsche Bahn im Bezirk ist der Bahnhof Hamburg Dammtor. Im September 2006 hat der gemeinnützige und eingetragene Verein „Allianz pro Schiene“ diesen Bahnhof zum besten Großstadtbahnhof in Deutschland gekürt.

#### S-Bahn
Am 1. Oktober 1907 kamen die ersten Elektrotriebzüge im Hamburger Personennahverkehr zum Einsatz, ab dem 29. Januar 1908 wurde die Hamburg-Altonaer Stadt- und Vorortbahn auf gesamter Länge ausschließlich elektrisch betrieben. Diese Daten gelten als Beginn der Hamburger S-Bahn. Die S-Bahn berührt, beziehungsweise durchquert, heute den Bezirk auf den Linien S2 und S5 am Bahnhof Dammtor sowie S3 und S5 an den Stationen Langenfelde, Stellingen (mit Bus-Shuttle Umsteigeanlage zu den Arenen am Volkspark), Eidelstedt und Elbgaustraße (mit Park+Ride-Platz und Busanlage).

#### AKN-Bahn
Der Bahnhof Eidelstedt ist der südliche Endpunkt der AKN (Linie A1) nach Kaltenkirchen. Im Bezirk hat sie außerdem die Haltepunkte Eidelstedt Zentrum, Hörgensweg, Schnelsen und Burgwedel. Sie hat Anschluss an die S-Bahn nach Altona und zum Jungfernstieg (S3) beziehungsweise Richtung Holstenstraße und Dammtor (S5). Wenige Fahrten wurden direkt bis zum Hauptbahnhof ausgeführt. Dafür wurden acht Triebwagen mit seitlichen Stromabnehmern ausgestattet. Die Strecke wird zur S-Bahn-Bedienung durch die S5 ausgebaut.

#### U-Bahn
Im Bezirk wurden die ersten Stationen der Hamburger U-Bahn im Jahre 1912 und die Zweigstrecke Schlump-Christuskirche 1913 und weiter bis Hellkamp im Jahre 1914 als zweite U-Bahn in Deutschland (nach Berlin) in Betrieb genommen. Heute führen die U-Bahn-Linien U1 mit den Haltestellen Hallerstraße und Klosterstern, die Linie U2 vom Schlump bis Niendorf Nord sowie die Linie U3 mit den Stationen Schlump und Hoheluftbrücke durch den Bezirk.

#### Busverkehr
Den Busverkehr im Bezirk tragen hauptsächlich die vier Metrobuslinien. Die Linie M4 verbindet die Innenstadt mit der Universität und führt dann durch die Stadtteile Eimsbüttel und Stellingen nach Eidelstedt. Die Linie M5 ist die meistgenutzte Buslinie Europas, auf großen Abschnitten mit eigener Busspur in Mittellage (bis 1978 Straßenbahntrasse), die in den letzten Jahren mit behindertengerechten Einstiegen und Ampelbevorzugungen ausgebaut wurde. Sie verbindet die Innenstadt und das Universitätsviertel mit Lokstedt, Niendorf und Schnelsen. Die Linie M15 kommt aus Othmarschen und Altona und führt quer durch das Univiertel zur Alsterchaussee. Die Linie M22 kommt aus Blankenese und verbindet Stellingen und Lokstedt mit Eppendorf. Daneben gibt es weitere Stadtbuslinien.
Die Verkehrsunternehmen der Buslinien sind die Hamburger Hochbahn (HHA) und die VHH, die innerhalb des HVV verkehren.

### Stadtentwicklung und -Bebauung
- Katharina Marut/Jan Schröter: Eimsbüttel im Wandel. Medien-Verlag Schubert, Hamburg 1992, ISBN 3-9802319-9-2.
- Von den grauen Vorstadtslums zur modernen Stadt im Grünen? Katalog zur Ausstellung „Zellen gesunder neuer Bauweise“. Wohnsiedlungen der Nachkriegszeit im Stadtteil Eimsbüttel, Hrsg. v. der Galerie Morgenland/Geschichtswerkstatt Eimsbüttel, Hamburg 2005
- Axel Schildt: Die Grindelhochhäuser. Eine Sozialgeschichte der ersten deutschen Wohnhochhausanlage Hamburg-Grindelberg 1945–1956. Hamburg 1988. ISBN 3-7672-1037-1
- Sielke Salomon: Eine städtebauliche Wiedergutmachung. Bauen und Wohnen in Hamburg-Eimsbüttel 1950–1968. Hrsg. v. der Galerie Morgenland/Geschichtswerkstatt Eimsbüttel, Dölling und Galitz Verlag, Hamburg 2000,
- Joachim Grabbe: Stadtteil zum Verlieben. Ein Spaziergang durch Hamburg-Eimsbüttel und seine Geschichte. Sutton Verlag, Erfurt 2008, ISBN 978-3-86680-323-7

### Geschichte und Politik
- Beate Meyer: „Goldfasane“ und „Nazissen“ – Die NSDAP im ehemals „roten“ Stadtteil Hamburg-Eimsbüttel. Hrsg. v. der Galerie Morgenland/Geschichtswerkstatt Eimsbüttel, Hamburg 2002.
- Sielke Salomon: Eimsbütteler Facetten 1894–1994, Einblicke in 100 Jahre Stadtteilgeschichte. Hrsg. v. der Galerie Morgenland, 3. Auflage, Hamburg 1999.

### Jüdisches Leben
- Ursula Wamser, Wilfried Weinke, Ulrich Bauche (Hrsg.): Eine verschwundene Welt: Jüdisches Leben am Grindel. Überarbeitete Neuauflage Hamburg 2006. ISBN 3-934920-98-5
- Ursula Randt: Die Talmud-Tora-Schule in Hamburg 1805–1942. ISBN 3-937904-07-7.
- Sybille Baumbach et al.: „Wo Wurzeln waren…“ Juden in Hamburg-Eimsbüttel 1933 bis 1945. Hrsg. von der Galerie Morgenland, Dölling und Galitz Verlag, Hamburg 1993.
- Alissa Lange: Die jüdische Geschichte des heutigen katholischen Studentenwohnheims Franziskus-Kolleg in Hamburg im 19. Jahrhundert. Hamburg University Press, Hamburg 2008. Das jüdische Altenhaus am Grindel
- Weitere Literatur zu diesem Thema unter →Joseph Carlebach

### Jugend in Eimsbüttel
- Volker Böge: „… daß die Jugend das Anrecht hat, sich in ihrer Freizeit in würdigen Räumen zu treffen“ – Gründung und Anfänge des Heims der offenen Tür Bundesstraße vor 50 Jahren. Hrsg. v. der Galerie Morgenland, Hamburg 1999
- Volker Böge: Außer Rand und Band, Eimsbütteler Jugend in den 50er Jahren. Hrsg. v. der Galerie Morgenland, Hamburg 1997, Dölling und Galitz Verlag
- Volker Böge, Jutta Deide-Lüchow: Bunkerleben und Kinderlandverschickung, Eimsbüttler Jugend im Krieg. Hrsg. v. der Galerie Morgenland, Hamburg 1992, Dölling und Galitz Verlag

### Sozialgeschichte
- Helmuth Warnke: „… nicht nur die schöne Marianne“, Das andere Eimsbüttel. VSA Verlag, Hamburg 1998
- Sielke Salomon, Patrick Wagner (Bearb.): „Ich erlauschte folgendes Gespräch: …“ Mit Polizeispitzeln durch Eimsbütteler Kneipen der Jahrhundertwende. Hrsg. v. der Galerie Morgenland, Hamburg o. J.